# 2004
Rok 2004 (MMIV) gregoriánského kalendáře začal ve čtvrtek 1. ledna, skončil v pátek 31. prosince a byl přestupný.

## Události

### Česko
- 1. května – Česko se stalo členem Evropské unie.
- 6. června – Někdejší člen skupiny Beatles, Paul McCartney, koncertoval poprvé v Praze.
- 4. srpna – Prezident Václav Klaus jmenoval novou vládu Stanislava Grosse.
- 24. srpna – Vláda Stanislava Grosse získala důvěru Poslanecké sněmovny Parlamentu ČR.
- 7. září – 12. září – Česko: Mistrovství světa v rádiovém orientačním běhu (Brno)
- 15. září – Společnost Microsoft uvolnila českou aktualizaci opravného balíčku „Service Pack 2“ pro operační systém Windows XP. Balíček má řešit bezpečnostní problémy systému, ale řada komentátorů jeho nasazení nedoporučuje vzhledem k nekompatibilitě s některými aplikacemi pro Windows.
- 22. září – Vláda schválila návrh rozpočtu na příští rok se schodkem 83,6 miliardy korun. Výdaje rozpočtu činí 908,4 miliardy korun, příjmy 824,8 miliardy. Výdaje rozpočtu překračují o 2,5 miliardy korun limit stanovený takzvaným konvergenčním programem. K jeho plnění se Česká republika zavázala u Evropské unie
- 9. října – Dosud největší obecní referendum v historii České republiky je neplatné. O plánu na odsun hlavního nádraží v Brně přišlo hlasovat jen 24,9 procent voličů, pro platnost referenda by bylo potřeba alespoň 50% účast. 85,1 % hlasujících bylo proti přesunu nádraží ze současné polohy.
- 5. listopadu – Ve všech krajích s výjimkou Prahy začaly odpoledne volby do zastupitelstev krajů. Ve třetině senátních volebních obvodů se také volí noví senátoři.
- 6. listopadu – Krajské a senátní volby skončily.
  - Za vítěze krajských voleb lze označit ODS (36,35 %), za nimi následují KSČM (19,68 %), ČSSD (14,03 %) a KDU-ČSL (10,67 %). Účast v krajských volbách činila 29,62 %.
  - V prvním kole senátních voleb byl zvolen jediný kandidát, v ostatních obvodech se bude 12.–13. listopadu konat druhé kolo voleb. Účast voličů byla 28,97 %.
- 12. listopadu – Začalo druhé kolo senátních voleb, volí se 26 senátorů.
- 13. listopadu – Skončilo druhé kolo senátních voleb za rekordně nízké účasti voličů – 18,41 %.
- 16. listopadu – Vláda rozhodla, že političtí vězni komunistického režimu z let 1948–1968 dostanou příspěvek k důchodu jako odškodné. Příspěvek bude činit 50 Kč za každý započatý měsíc věznění.
- 3. prosince – Nejvyšší správní soud zrušil platnost senátních voleb na Praze 11. Vyhověl tak stížnosti neúspěšného kandidáta za KDU-ČSL Antonína Zápotockého.
- 4. prosince – Prezident, a čestný předseda ODS, Václav Klaus ostře kritizoval rozhodnutí Nejvyššího správního soudu, který zrušil výsledky senátních voleb na Praze 11 kvůli neregulérnosti kampaně.
- 5. prosince – Nejsilnější opoziční strana ODS zvolila na kongresu v Praze nové vedení, předsedou strany zůstal Mirek Topolánek.
- 9. prosince – Při střetu vojenského nákladního auta s rychlíkem na železničním přejezdu u Prostějova zahynulo 5 vojáků ze speciální jednotky a dalších 6 vojáků, strojvůdce a jedna cestující byli zraněni. Nehodu zavinil řidič, České dráhy utrpěly škodu asi 10 milionů korun. Jde o jednu z nejtragičtějších nehod v historii Českých drah.
- 12. prosince – Mezi Českými Budějovicemi a Vídní začaly jezdit dva páry přímých vlaků, z nichž jeden je prodloužen do Plzně. Obnovilo se tak důležité dopravní spojení, které zpřetrhala druhá světová válka a železná opona.
- 15. prosince
  - Poslaněcká sněmovna schválila vládní návrh státního rozpočtu na rok 2005.
  - Novým předsedou Senátu Parlamentu ČR se stal Přemysl Sobotka z ODS.
- 22. prosince – Domů se vrátil poslední voják základní vojenské služby. Armáda bude po asi 140 letech sestávat pouze z vojáků z povolání.

### Svět
- 3. ledna
  - Letadlo egyptských aerolinií Flash Airlines se zřítilo do Rudého moře u pobřeží Egypta. Při katastrofě zahynulo všech 148 lidí na palubě.
  - Sonda NASA MER-A (Spirit) přistála na Marsu.
- 4. ledna – Michail Saakašvili zvítězil v prezidentských volbách v Gruzii
- 13. ledna – Při havárii letadla uzbeckých aerolinií v Taškentu zahynulo 37 lidí.
- 24. ledna – Sonda NASA MER-B (Opportunity) přistála na Marsu.
- 28. ledna – V Londýně byly zveřejněny výsledky šetření lorda Huttona ohledně sebevraždy britského zbrojního experta Davida Kellyho. Zpráva je příznivá pro britskou vládu, která prý nezkreslila údaje výzvědných služeb o zbraních hromadného ničení v Iráku; naopak ostře je zde kritizována BBC.
- 4. února – Byla založena sociální síť Facebook.
- 6. února – Sebevražedný útočník zabil 41 cestujících v moskevském metru. Odpovědnost za útok je připisována čečenským separatistům.
- 10. února – Při sebevražedném útoku automobilem naloženým výbušninami na policejní náborové středisko jižně od Bagdádu zahynulo přinejmenším 50 osob.
- 18. února – Výbuch vlaku přepravujícího benzín, hnojiva a síru v Íránu zabil 320 lidí.
- 11. března – Při bombových útocích ve čtyřech předměstských vlacích v Madridu zahynulo 191 lidí. Vláda z útoku, ke kterému došlo tři dny před volbami, obvinila baskickou extrémistickou organizaci ETA, skutečnými pachateli však byli muslimští teroristé.
- 14. března – V parlamentních volbách ve Španělsku zvítězila Socialistická strana vedená José Luisem Rodríguezem Zapaterou nad Lidovou stranou dosavadního premiéra José María Aznara. Zapatera prosazoval stažení španělských vojáků z Iráku.
- 29. března – Rozšíření NATO o Bulharsko, Estonsko, Litvu, Lotyšsko, Rumunsko, Slovensko a Slovinsko.
- 3. dubna – Při výbuchu bomby v madridském bytě zahynul španělský policista a 5 osob podezřelých z účasti na atentátech v Madridu 11. března tohoto roku.
- 17. dubna – Při raketovém útoku z izraelské helikoptéry na svůj automobil byl zabit vůdce Hamásu v Pásmu Gazy Abdel Azíz al-Rantísí.
- 1. května – Rozšíření Evropské unie o Česko, Estonsko, Kypr, Litvu, Lotyšsko, Maďarsko, Maltu, Polsko, Slovensko a Slovinsko.
- 8. června – 5:13 – 11:26 UTC – přechod Venuše přes sluneční kotouč
- 15. června – Ivan Gašparovič se stal slovenským prezidentem.
- 21. června – SpaceShipOne jako první soukromá kosmická loď dosáhla hranic vesmíru.
- 28. června – Američany vedená okupační správa formálně předala suverenitu nad Irákem prozatímní irácké vládě.
- 30. června
  - V Iráku začala předběžná slyšení v rámci procesu s bývalým prezidentem Saddámem Husajnem.
  - ukončení rozšířené podpory operačního systému Windows NT 4.0
- 1. července – Sonda Cassini-Huygens navedena na oběžnou dráhu kolem Saturnu.
- 4. července – Mistry Evropy ve fotbale se stali Řekové, kteří porazili v Lisabonu domácí Portugalsko 1:0.
- 25. července – Na 100 000 odpůrců plánu Ariela Šarona na odchod Izraele z okupovaného Pásma Gazy vytvořilo lidský řetěz 90 kilometrů dlouhý, táhnoucí se z Pásma Gazy až do Jeruzaléma.
- 1. srpna – Při požáru supermarketu v Asunciónu v Paraguayi zahynulo přes 400 lidí.
- 5. srpna – Při ofenzívě amerických sil v Iráku proti místním ozbrojencům byly zabity desítky až stovky lidí.
- 6. srpna – Cena ropy vystoupala na jednadvacetileté maximum cen téměř 45 dolarů za barel.
- 10. srpna – Při dvou bombových útocích v Istanbulu zahynuli 2 lidé a 7 jich bylo zraněno.
- 12. srpna – Americká armáda a jednotky tzv. dočasné irácké vlády zahájily velkou ofenzívu proti stoupencům šíitského duchovního Muktady Sadra. Trh s ropou reagoval překročením hranice 45 dolarů za barel.
- 13. – 22. srpna – Letní olympijské hry v Aténách.
- 1. září – Rusko čelí vlně teroristických útoků. Výbuch na autobusové zastávce, exploze dvou letadel, útok u stanice metra a stovky zajatých dětí ve škole v Beslanu, prezident Putin zatím nijak nereagoval.
- 3. září – Ruské jednotky obsadily školu v Beslanu, ve které teroristé drželi mnoho dětí, jejich rodičů a učitelů; podle oficiálního oznámení „většina“ rukojmích přežila.
- 4. září – Po upřesněných informací přesáhl počet obětí při obsazení školy 350, z toho 156 dětí.
- 17. září – Radikální vůdce čečenských separatistů Šamil Basajev se na internetu přiznal k odpovědnosti za poslední teroristické útoky v Rusku – ve škole v Beslanu, pumové útoky na dvě dopravní letadla v srpnu a na moskevské metro.
- 4. října – Komerční kosmické plavidlo SpaceShipOne získalo cenu 10 milionů dolarů za dvojnásobný výlet do kosmického prostoru (výška letu nad 100 km) během jednoho týdne.
- 6. října – Cena americké lehké ropy West Texas v poledne dosáhla 51,48 dolarů za barel. Na nejvyšší ceně v historii vyskočila i severomořská ropa Brent – 47,50 dolarů.
- 7. října – Při třech teroristických útocích v letoviscích na egyptském pobřeží Rudého moře v oblasti Sinaje přišlo o život minimálně 31 lidí a 122 bylo zraněno. K útokům se přihlásily tři teroristické organizace. Většina obětí pochází z Izraele.
- 9. října
  - Volby v Austrálii vyhrála vládní Liberálně-národní koalice, Labouristická strana zůstává v opozici.
  - První prezidentské volby v Afghánistánu skončily ve zmatku. 15 z osmnácti prezidentských kandidátů vyzvalo k bojkotu voleb po zjištění, že údajně nesmytelný inkoust, sloužící k označování voličů, kteří již hlasovali, lze velmi snadno smýt.
- 11. října – Z ruského kosmodromu Bajkonur v Kazachstánu odstartovala nad ránem ruská transportní kosmická loď Sojuz TMA-5.
- 15. října – Sunnitští muslimové zahájili ramadán.
- 17. října
  - Referendum v Bělorusku, které umožnilo autoritářskému prezidentu Lukašenkovi kandidovat v dalších prezidentských volbách i na třetí funkční období.
  - Barmský vojenský režim sesadil předsedu vlády Kchina Ňjuna.
  - V Iráku byla neznámou ozbrojenou skupinou unesena britská vedoucí irácké pobočky humanitární organizace Care Margaret Hassanová vdaná za Iráčana a v Iráku žijící přes 30 let.
  - Povstalci bojující proti prozatímní irácké vládě dosazené USA podnikli minometný útok na základnu irácké národní gardy ve městě Mašahidán 40 kilometrů severně od Bagdádu. Čtyři vládní vojáci byli zabiti a přes 80 zraněno.
- 21. října
  - Počet mrtvých jako následek tajfunu Tokage v Japonsku dosáhl počtu 66. Dalších 22 lidí se pohřešuje a 300 jich bylo zraněno. V Japonsku se jedná o největší živelní katastrofu tohoto druhu od roku 1991, kdy tajfun zabil 62 osob.
  - Výbuch plynu v uhelném dole v provincii Che-nan ve střední Číně připravil o život nejméně 150 lidí. Dvě stě horníků se dostalo na povrch. Je to jedno z největších neštěstí v čínských dolech za posledních několik let.
- 22. října – Ruská Duma (dolní komora parlamentu) schválila ratifikaci Kjótského protokolu o omezení emisí skleníkových plynů.
- 24. října – V Kazachstánu bezpečně přistála návratová kabina kosmické lodi Sojuz TMA-4.
- 25. října – Ve volbách do parlamentu srbské provincie Kosovo zvítězila Demokratická liga Kosova vedená albánským umírněným nacionalistou Ibrahimem Rugovou.
- 26. října – Izraelský parlament schválil poměrem hlasů 67 ku 45 plán Ariela Šarona na stažení Izraele z okupovaného pásma Gazy.
- 27. října – Státní rada (horní komora ruského parlamentu) schválila Kjótský protokol o omezení emisí skleníkových plynů.
- 27. října – Designovaný šéf Evropské komise José Manuel Barroso stáhl svůj návrh nového složení komise.
- 29. října
  - V Kambodži byl korunován nový král – Norodom Sihamoni.
  - Vrcholní představitelé 25 členských zemí Evropské unie v Římě slavnostně podepsali návrh ústavní smlouvy EU. První ústava EU vstoupí v platnost poté, co ji ratifikuje všechny členské země EU.
  - Televize al-Džazíra odvysílala videozáznam projevu Usámy bin Ládina k Američanům (přepis projevu v angličtině, překlad do češtiny).
  - Vážně nemocný Jásir Arafat byl převezen do vojenské nemocnice v Paříži. Z palestinského Rámaláhu odletěl na palubě jordánské vojenské helikoptéry do Ammánu, kam pro něj francouzská vláda vypravila zvláštní letadlo.
- 30. října
  - V Iráku padlo 9 příslušníků námořní pěchoty USA a dalších 9 bylo zraněno. Jde o největší ztráty amerických okupačních sil za jediný den od letošního 2. května.
  - V Bagdádu bylo nalezeno tělo dvacetičtyřletého japonského turisty, uneseného před týdnem. Únosci ho zavraždili poté, co japonská vláda odmítla stáhnout z Iráku své vojáky.
  - U bagdádské redakce arabské satelitní televizní stanice Al-Arabíja vybuchl automobil naložený výbušninami. Sedm lidí bylo zabito a nejméně šestnáct zraněno. Dosud neznámá skupina, označující se za „Brigády 1920“, uvedla, že pracovníci stanice jsou „američtí špióni hovořící arabsky“.
- 31. října
  - Při minometném útoku na hotel v iráckém městě Tikrít zahynulo 15 Iráčanů.
  - V prvním kole prezidentských voleb na Ukrajině nezvítězil žádný kandidát, do druhého kola postoupili současný premiér Viktor Janukovyč a opoziční kandidát Viktor Juščenko. Organizace pro bezpečnost a spolupráci v Evropě prohlásila, že volby nevyhověly evropským demokratickým standardům.
- 1. listopadu
  - Šestnáctiletý palestinský útočník se odpálil na rušném tržišti v izraelském Tel Avivu a kromě sebe tak zabil tři Izraelce. Izraelské okupační síly následně srovnaly se zemí dům jeho rodiny v Náblusu.
  - Odvolací soudci Mezinárodního trestního tribunálu pro bývalou Jugoslávii přiznali bývalému jugoslávskému prezidentovi Slobodanu Miloševičovi právo hájit se sám, musí však využít pomoci jiných právníků.
  - V Bagdádu byl neznámými útočníky zastřelen náměstek guvernéra města Hatem Kamil Abdúl Fatáh. Ozbrojenci také unesli z jedné bagdádské kanceláře občana USA, Nepálu a čtyři Iráčany.
- 2. listopadu
  - Při výbuchu bomby před ministerstvem školství v Bagdádu zahynulo 8 lidí. Další oběti si vyžádali boje mezi silami prozatímní vlády a protivládními bojovníky. Americká armáda pokračovalo v bombardování města Fallúdža.
  - V Amsterdamu byl zastřelen filmový režisér a novinář Theo van Gogh. Pachatelem byl zřejmě islámský fundamentalista, který Goghovi zazlíval natočení film, ve kterém je islám označen za náboženství podněcující násilí vůči ženám.
  - V USA začaly volby prezidenta, Sněmovny reprezentantů a třetiny senátorů. Hlavními uchazeči o post amerického prezidenta jsou demokrat John Kerry a stávající prezident, republikán George W. Bush.
- 3. listopadu
  - V prezidentských volbách v USA zvítězil George W. Bush.
  - Vítězem prezidentských voleb v Afghánistánu byl prohlášen dosavadní prozatímní prezident Hámid Karzaj.
  - Maďarsko oznámilo, že do konce března 2005 stáhne svých 300 vojáků z Iráku.
- 4. listopadu
  - Podle izraelské televize a některých francouzských sdělovacích prostředků palestinský vůdce a držitel Nobelovy ceny za mír Jásir Arafat zemřel ve vojenské nemocnici Percy u Paříže. Francouzští lékaři a palestinští činitelé však tuto zprávu dementovali. Podle některých pozorovatelů je Arafat pravděpodobně ve stavu nevratné klinické smrti, ale stále jsou udržovány tělesné funkce, aby si Palestinci mohli zvyknout na myšlenku, že Arafat zemřel a aby se palestinští představitelé připravili na oznámení jeho smrti.
  - Ruský prezident Vladimir Putin podepsal zákon, kterým Rusko ratifikovalo Kjótský protokol o omezení emisí skleníkových plynů. Ruská ratifikace byla nutnou a současně postačující podmínkou pro vstup tohoto protokolu v platnost.
  - Tři britští vojáci byli zabiti a osm zraněno při sebevražedném útoku na základnu Dogwood vzdálenou necelých 40 kilometrů od Bagdádu. Zahynul i irácký tlumočník. Britští vojáci v počtu 850 mužů byli vysláni z jihu Iráku do americké okupační zóny 29. října 2004.
  - Mezinárodní humanitární organizace Lékaři bez hranic oznámila, že se stahuje z Iráku kvůli sílícím násilnostem. Bojující strany podle ní „opakovaně prokázaly, že nerespektují nezávislou humanitární pomoc“.
- 5. listopadu
  - Generální tajemník OSN Kofi Annan varoval před zamýšleným útokem amerických a vládních iráckých sil na odbojné město Fallúdža. Taková akce podle něj ohrozí volby plánované na leden 2005. S chystaným útokem nesouhlasí rovněž prozatímní irácký prezident Ghazí Adžil, předseda prozatímní vlády Ajád Aláví však na něm trvá.
  - Euro dosáhlo nejvyššího kursu vůči americkému dolaru ve své historii. Jedno euro se prodávalo za 1,295 USD.
- 6. listopadu
  - 37 osob zemřelo při pumových útocích a přestřelkách v iráckém městě Samarra a dalších 62 lidí bylo zraněno. Ve městě explodovaly tři automobily naložené trhavinami, čtvrtý explodoval krátce po poledni na jihu Sámarry u policejní stanice, kde exploze zabila deset policistů a pět jich zranila.
  - Při leteckém útoku vládních sil republiky Pobřeží slonoviny na oblast kontrolovanou povstalci bylo zabito 9 a zraněno 22 francouzských vojáků, kteří v zemi působí v rámci mírových sil OSN. Francouzské jednotky poté obsadily letiště v hlavním městě Abidžan a zničily téměř celé letectvo této africké republiky.
- 7. listopadu
  - Libanonské milice Hizballáh poprvé vyslaly bezpilotní průzkumný letoun nad severní Izrael. Podle izraelské armády se letoun po návratu do Libanonu zřítil do moře, podle Hizballáhu se bezpečně vrátil na základnu.
  - Vlak s nákladem jaderného odpadu přejel nohu jednoho z demonstrantů poblíž francouzského města Avricourt. 23letý muž na následky zranění zemřel při převozu do nemocnice. Transporty jaderného odpadu do závodu na jeho přepracování u německého města Gorleben jsou pravidelně terčem protestů místních obyvatel a protijaderných aktivistů.
  - Předseda irácké prozatímní vlády Ajád Aláví vyhlásil v zemi na 60 dní výjimečný stav. Reagoval tak na vlnu útoků protivládních bojovníků na vládní policejní a vojenské jednotky a zahraniční okupační vojska, při nichž zahynula rovněž řada civilistů.
- 8. listopadu – Předseda irácké prozatímní vlády Ajád Aláví dal zelenou k útoku amerických a iráckých vládních sil na odbojné město Fallúdža. Podle USA se ve městě ukrývá jordánský terorista Abú Musab az-Zarkáví. Američané Fallúdžu již několik dní nepřetržitě bombardují, podle nemocničních zdrojů to mělo za následek početné civilní oběti. Během dnešního dne bylo v Iráku zabito 11 amerických vojáků – americké okupační síly tak utrpěly největší ztráty během jednoho dne od jara.
- 9. listopadu
  - Nadace Mozilla Foundation zveřejnila první oficiální verzi prohlížeče Firefox.
  - V Iráku byli uneseni příbuzní šéfa prozatímní vlády Ajáda Alávího. Únosci z dosud neznámé skupiny Ansar džihád prohlásili, že bratrance s manželkou a snachou podřežou, pokud nebude zastaven útok na Fallúdžu. V reakci na boje ve Fallúdži opustila prozatímní vládu hlavní politická strana zastupující irácké sunnity a vlivná Asociace muslimských duchovních vyzvala k bojkotu voleb plánovaných na leden 2005.
- 10. listopadu – V Haagu byli zatčeni dva údajní muslimští extrémisté. Policejní akce, kvůli které byl uzavřen i vzdušný prostor nad městem a při které byly těžce zraněni tři policisté, souvisí s vraždou kontroverzního holandského režiséra Theo van Gogha. Po vraždě, kterou 2. listopadu spáchal zřejmě muslimský fundamentalista, došlo v Nizozemsku k vandalským útokům na mešity.
- 11. listopadu
  - Litva jako první členská země EU ratifikovala ústavní smlouvu Evropské unie, která byla podepsána 29. října 2004 v Římě. Litevský parlament hlasoval pro její ratifikaci v poměru 84 ku 4 hlasům.
  - Americká armáda ztratila v bojích s iráckými povstalci u Fallúdže dva vrtulníky typu Superkobra, jejich osádky údajně nebyly zraněny.
- 12. listopadu –
  - V Káhiře proběhlo slavnostní rozloučení se zemřelým vůdcem OOP a předsedou palestinské autonomní správy Jásirem Arafatem. Jeho tělo bylo poté převezeno do Rámaláhu na okupovaném západním břehu Jordánu a provizorně pohřbeno v betonovém sarkofágu.
- 14. listopadu – Únosci propustili dvě příbuzné předsedy irácké prozatímní vlády Ajád Aláví. Bratranec Alávího je dosud zadržován.
- 15. listopadu – Americký ministr zahraničí Colin Powell oznámil rezignaci, jeho demise souvisí s povolebními změnami v americké vládě.
- 16. listopadu
  - První evropská měsíční sonda SMART-1 dosáhla oběžné dráhy kolem Měsíce.
  - Americký prezident Bush jmenoval novou ministryní zahraničí svoji poradkyni Condoleezzu Riceovou. Zatímco odcházející ministr zahraničí Colin Powell představoval v Bushově vládě umírněné křídlo, Riceová je obecně považována za stoupenkyni agresivní zahraniční politiky.
  - V Iráku byla zavražděna unesená humanitární pracovnice britského původu Margaret Hassanová.
  - Podle humanitárních organizací brání americké jednotky v zásobování obyvatel Fallúdže, kde dosud neustaly boje mezi protivládními povstalci a americkými a vládními iráckými jednotkami. Odpor povstalců zřejmě slábne, silné boje však vypukly v Mosulu. Irácká prozatímní vláda oznámila dobytí Fallúdže již 12. listopadu.
- 18. listopadu
  - Výstřel z izraelského tanku zabil 3 egyptské vojáky na hranici mezi Egyptem a Izraelem okupovaným Pásmem Gazy. Izrael se za incident oficiálně omluvil s tím, že posádka tanku si vojáky spletla s palestinskými ozbrojenci.
  - Evropský parlament schválil novou Evropskou komisi, v jejímž čele stojí Portugalec José Manuel Barroso.
- 19. listopadu
  - Vichřice na Slovensku ve Vysokých Tatrách napáchala stamiliónové škody. Od Podbanského až po Tatranskou Kotlinu vznikl tři kilometry široký pás zdevastované přírody. Za oběť vichřici padly asi 3 milióny kubíků dřeva, tj. 90 % slovenské roční těžby. Úřady zakázaly vstup do lesů v SR.
- 21. listopadu – Druhé kolo prezidentských voleb na Ukrajině.
- 22. listopadu
  - Sčítání hlasů v ukrajinských prezidentských volbách. Po počátečním vedení vládního Janukovyče začal Juščenko dotahovat a Centrální volební komise přerušila sčítání hlasů, ale pak po sečtení 99,38 % hlasů prohlásila vítězem prezidentských voleb Viktora Janukovyče s 49,42 % hlasů. Opoziční Viktor Juščenko podle komise získal 46,70 % hlasů. V Kyjevě opozice zorganizovala 50tisícovou demonstraci. Více v článku Oranžová revoluce.
  - Írán pozastavil výrobu obohaceného uranu, který je důležitou součástí nejen při výrobě elektřiny v atomových elektrárnách, ale také při výrobě atomové bomby. Rozhodnutí Íránu přišlo pár dní před čtvrtečním zasedáním Mezinárodní agentury pro atomovou energii, kde se bude projednávat, zda by se Íránem měla zabývat Rada bezpečnosti OSN a uvalit na něj sankce.
- 23. listopadu
  - Mluvčí ukrajinské Centrální volební komise oznámila, že CVK zatím oficiální výsledky po sečtení 100 % hlasů tohoto neoznámí.
  - Ukrajinská Centrální volební komise nepřijala 300 protestů Juščenkova volebního štábu. Juščenkův právník nebyl vůbec vpuštěn dovnitř. Prý nebyl přítomný nikdo, kdo by mohl odemknout dveře a hlídající milice oznámila, že nemá klíč. O půlnoci uplynula lhůta, kdy se mohly podávat protesty proti průběhu voleb. Více o ukrajinských prezidentských volbách v článku Oranžová revoluce.
  - Tři pracovníci OSN, kteří byli uneseni v Afghánistánu 28. října, byli propuštěni.
  - Ruským federálním bezpečnostním silám se podařilo osvobodit slovenskou studentku Miriam Jevíkovou, která byla na přelomu května a června 2004 unesena v oblasti severního předhůří Kavkazu.
- 24. listopadu – Centrální volební komise odpoledne oficiálně oznámila, že vítězem druhého kola prezidentských voleb je dosavadní premiér Viktor Janukovyč. Opoziční lídr Viktor Juščenko vyzval Ukrajince ke generální stávce na protest proti volebním podvodům. Opozice také oznámila, že podá protest proti zveřejněným výsledkům voleb Nejvyššímu soudu. Více o ukrajinských prezidentských volbách v článku Oranžová revoluce.
- 25. listopadu – Viktor Juščenko podal stížnost ukrajinskému Nejvyššímu soudu na postup Centrální volební komise. Ukrajinský Nejvyšší soud zakázal zveřejnit v tisku výsledky voleb (čímž by nabyly právní moci), dokud neprošetří stížnost Juščenkova na průběh voleb. Více o ukrajinských prezidentských volbách v článku Oranžová revoluce.
- 26. listopadu
  - Ukrajinská opozice zablokovala všechny vchody do sídla ukrajinského prezidenta v Bankovní ulici a budovy Rady ministrů (vlády) v Hruševského ulici. Podle Jurije Lucenka, jednoho ze spoluorganizátorů protestních akcí, tím chtěli zabránit tomu, aby odstupující prezident Leonid Kučma předal moc Viktoru Janukovyčovi.
  - Večer se sešli k jednání dosavadní ukrajinský prezident Leonid Kučma a oba prezidentští kandidáti Viktor Janukovyč a Viktor Juščenko za přítomnosti hlavního diplomata EU Javiera Solany a polského prezidenta Aleksandra Kwaśniewského. Více o ukrajinských prezidentských volbách v článku Oranžová revoluce.
  - Ukrajinský parlament na svém mimořádném zasedání prohlásil druhé kolo voleb za neplatné a že zveřejněné výsledky neodráží vůli voličů. Více o ukrajinských prezidentských volbách v článku Oranžová revoluce.
- 28. listopadu – Při explozi v uhelném dole v čínské provincii Šan-si zahynulo 166 horníků, 127 dalších se podařilo zachránit.
- 29. listopadu
  - V Rumunsku proběhly parlamentní a prezidentské volby.
  - Čína a deset států jihovýchodní Asie sdružených v organizaci ASEAN podepsaly dohodu o postupném vytvoření společného obchodního prostoru. Výsledkem by mohla být zóna volného obchodu zahrnující čtvrtinu světové populace.
- 30. listopadu
  - Rumunská opozice žádala opakování voleb. Podle rumunské Ústřední volební komise vyhrál dosavadní premiér a levicový kandidát Adrian Nastase s 40,24 % (ještě neúplná data). Na druhém místě se ocitl pravicový kandidát a primátor Bukurešti Traian Basescu. Podle rumunské opozice bylo zfalšováno alespoň 160 tisíc (podle jiných zdrojů až 350 tisíc) hlasů. Problém byl například s dodatečnými volebními seznamy, které umožňovaly lidem volit několikrát na různých místech a vládní strana si na den voleb najala několik desítek autobusů, kterým vozila voliče po různých volebních okrscích. Mezinárodní pozorovatelé OBSE přinejmenším zčásti potvrzují argumenty opozice.
  - Z Bělehradu byl hlášen údajný pokus o atentát na srbského prezidenta Borise Tadiće. Černé audi se v centru Bělehradu několikrát snažilo narazit do prezidentského automobilu, poté z místa incidentu ujelo. Vyšetřování ukázalo, že šlo o autonehodu, při níž řidič černého audi vjel do prezidentské kolony, zazmatkoval a ujel.
  - Ministr vnitřní bezpečnosti USA Tom Ridge oznámil, že 1. února 2005 odstoupí z funkce. Jeho ministerstvo vzniklo v lednu 2003 jako reakce na teroristické útoky ze září 2001.
- 1. prosince
  - Izraelem vězněný vůdce palestinského povstání (intifády) Marwan Barghouti se rozhodl kandidovat na post předsedy Palestinské autonomie. Volby nástupce Jásira Arafata mají proběhnout 9. ledna 2005
  - Izraelská vláda prohrála parlamentní hlasování o rozpočtu. Premiér Ariel Šaron z bloku Likud poté odvolal ministry za stranu Šinui; poslanci této strany hlasovali proti vládnímu návrhu rozpočtu. Vláda tak ztratila většinu v izraelském parlamentu – Knesetu.
- 2. prosince –
  - Evropská unie převzala od NATO dohled nad dodržováním míru v Bosně a Hercegovině. V rámci operace Althea zde bude rozmístěno 7000 vojáků z 22 členských zemí EU a 11 nečlenských zemí.
- 3. prosince
  - Nejvyšší soud Ukrajiny zrušil platnost druhého kola prezidentských voleb a nařídil opakovaní voleb 26. prosince. Více o ukrajinských prezidentských volbách v článku Oranžová revoluce.
  - Při útoku na silně opevněnou policejní stanici v Bagdádu zabili protivládní povstalci 16 policistů, osvobodili zatčené zadržované na stanici, ukořistili zbraně a munici a zapálili policejní auta a jedno americké obrněné vozidlo typu Humvee.
  - Při výbuchu vozidla naloženého výbušninami poblíž šíitské mešity nedaleko Bagdádu zahynulo 11 civilistů a 19 dalších bylo zraněno.
  - Ukrajinský parlament odhlasoval poměrem hlasů 257:0 výzvu prezidentu Leonidu Kučmovi, aby stáhl z Iráku 1600 ukrajinských vojáků. Ukrajinský kontingent je čtvrtým největším vojenským sborem, který se podílí na Američany vedené okupaci Iráku. Oba prezidentští kandidáti – Viktor Janukovyč i Viktor Juščenko – stažení vojáků z Iráku podporují. Pro prezidenta není toto usnesení závazné.
  - Kosovský parlament zvolil předsedou vlády této jihosrbské provincie Ramushe Haradinaje, bývalého velitele Kosovské osvobozenecké armády (UÇK). Prezidentem Kosova, které je v současnosti pod správou OSN, byl zvolen umírněný nacionalista Ibrahim Rugova. Zvolení Haradinaje, kterému hrozí obvinění z válečných zločinů před soudem OSN v Haagu, kritizoval srbský prezident Vojislav Koštunica, který to označil za politickou provokaci.
  - Vydána třetí verze časového standardu ISO 8601:2004.
- 4. prosince
  - Rumunský Ústavní soud nevyhověl žádosti dvou opozičních stran o zrušení prvního kola voleb prezidenta. Případné podvody podle něj nebyly tak rozsáhlé, aby ovlivnily pořadí kandidátů. Požadavek vzneslo spojenectví dvou uskupení – strany Spravedlnosti a pravdy a Strany Velké Rumunsko. Do druhého kola postoupili vládní kandidát (současný premiér) Adrian Nastase s 40,94 % hlasů a opoziční kandidát (současný starosta Bukurešti, šéf strany Spravedlnost a pravda) Traian Basescu s 33,92 % hlasů.
  - Vyslanec OSN v Iráku Lachdar Brahímí prohlásil, že se volby plánované na 30. ledna 2005 nebudou moci uskutečnit, pokud se nezlepší bezpečnostní situace v zemi. USA i jimi dosazená prozatímní irácká vláda na termínu voleb trvají.
- 5. prosince
  - Maďarské referendum o udělení maďarského občanství zahraničním Maďarům a o zákazu privatizace nemocnic je neplatné. Nebyla totiž splněna podmínka, že na otázku musí alespoň 25 procent všech oprávněných voličů odpovědět shodně (tedy ano, či ne). Referenda, které prosadila maďarská opozice, se zúčastnilo pouze 37 % voličů.
  - Při sebevražedném útoku na policejní stanici poblíž tzv. Zelené zóny v Bagdádu zahynulo nejméně sedm osob a 59 bylo zraněno. Dalších 17 mrtvých z řad kurdských policistů si vyžádal atentát u Mosulu a poblíž města bylo nalezeno 9 mrtvých iráckých vládních vojáků. K zodpovědnosti za útok na kurdské policisty se hlásí skupina jordánského teroristy Abú Musab az-Zarkávího.
  - Při výbuchu v uhelném dole v Kazachstánu zahynulo 23 horníků.
- 6. prosince – Konzulát USA v saúdskoarabské Džiddě se stal terčem útoku neznámých ozbrojenců, patrně muslimských fundamentalistů. Údaje o počtu obětí se různí, uvádí se 8 či 12 obětí, z toho mají být tři členové útočícího komanda a nejméně 5 zaměstnanců velvyslanectví včetně pracovníků ochranky. Mezi oběťmi údajně není žádný Američan.
- 7. prosince
  - Dosavadní prozatímní afghánský prezident Hámid Karzaj, který zvítězil v letošních prezidentských volbách, složil v Kábulu přísahu a ujal se funkce jako zvolený prezident.
  - Palestinská militantní organizace Hamas zabila jednoho příslušníka izraelské armády a 4 zranila, když se jí podařilo vojáky okupačních sil působících v pásmu Gazy vlákat do léčky. V přestřelce byli zabiti dva členové Hamasu, při útocích izraelských vrtulníků byli poté zabiti i dva členové jiné palestinské skupiny, Islámského džihádu.
  - Ukrajinský prezident Leonid Kučma podepsal dekret, kterým poslal premiéra Viktora Janukovyče na dovolenou, během které se Janukovyč chystá vést svou volební kampaň před druhým kolem prezidentských voleb. Jeho zástupcem jmenoval Kučma prvního místopředsedu vlády Mykolu Azarova. Více o ukrajinských prezidentských volbách v článku Oranžová revoluce.
- 8. prosince
  - Ukrajinský parlament schválil balík zákonů, kterým se mění volební zákon a omezují pravomoci prezidenta, a odhlasoval nové složení Ústřední volební komise. Prezident Leonid Kučma zákony okamžitě po schválení podepsal přímo v budově parlamentu. Otvírá se tak cesta k řešení vleklé politické krize kvůli sporným volbám nového prezidenta. Více o ukrajinských prezidentských volbách v článku Oranžová revoluce.
  - Britského premiéra Tonyho Blaira vyzvalo 46 předních britských osobností, aby dal vyšetřit počet civilních obětí současného konfliktu v Iráku a příčiny jejich úmrtí. Signatáři výzvy, mezi nimiž jsou duchovní a vysloužilí důstojníci a diplomaté, reagují na nedávnou zprávu lékařského časopisu The Lancet, podle které se počet civilních obětí americko-britské invaze do Iráku pohybuje kolem 100 000.
  - IBM, firma, která vyrobila první osobní počítač v dnešním slova smyslu, prodala svou divizi vyrábějící PC čínské firmě Lenovo za 1,75 miliardy amerických dolarů.
- 9. prosince
  - Rasová diskriminace je podle britských lordů-soudců přípustná. Vyplývá to z jejich rozsudku v kauze kontrol cestujících z ČR do Spojeného království. Lordové uznali, že britské úřady při kontrolách cestujících diskriminovali Romy, ale takovou diskriminaci označili za přípustnou vzhledem k výrazně vyšší pravděpodobnosti, že budou ve Spojeném království žádat o azyl.
  - Stoupenci ukrajinského opozičního kandidáta na úřad prezidenta Viktora Juščenka zrušili blokádu vládních budov, ale stále blokovali budovu úřadu prezidenta Ukrajiny. Více o ukrajinských prezidentských volbách v článku Oranžová revoluce.
  - Izraelský předseda vlády Ariel Šaron získal souhlas své strany Likud k přizvání opoziční Strany práce do vlády. Pro tento krok se vyslovilo 62 procent z více než 3000 členů ústředního výboru Likudu. Dosavadní izraelská vládní koalice se počátkem prosince rozpadla.
  - Představitelé šíitské komunity v Iráku představili jednotnou kandidátku do voleb zákonodárného shromáždění, které mají proběhnout 30. ledna 2005. Koalice 22 politických stran s názvem Sjednocená irácká aliance má podporu předního šíitského duchovního, ajatolláha Alí Sistáního.
- 10. prosince
  - Při výbuchu bomby na tržišti v pákistánském městě Kvéta zemřelo přinejmenším 10 lidí.
  - Italský premiér Silvio Berlusconi nebude odsouzen za údajnou korupci. Milánský soud ho v jednom bodě obžaloby zprostil obvinění a druhý označil za promlčený (v tomto případě šlo o podplácení soudců). Soud trval 4 roky a Berlusconi před ním stanul pouze třikrát.
- 11. prosince
  - Vedení rakouské nemocnice, ve které se léčí ukrajinský prezidentský kandidát Viktor Juščenko, uvedlo, že příčinou jeho choroby byla otrava dioxiny. Lékaři nevědí, zda šlo o úmyslnou otravu. Juščenko se domnívá, že byl otráven 5. září 2004 na večeři u náměstka ředitele ukrajinských bezpečnostních služeb. Více o ukrajinských prezidentských volbách v článku Oranžová revoluce.
  - V parlamentních volbách na Tchaj-wanu zvítězila opoziční koalice kolem Kuomintangu, která je proti odtržení ostrova od pevninské Číny.
  - Americký vojenský soud v Bagdádu odsoudil vojáka, který zavraždil zraněného šestnáctiletého Iráčana, ke třem letům. Třicetiletého vojáka rovněž degradoval, propustil z armády a snížil mu mzdu. Johnny Horne se účastnil útoku americké armády na popelářský vůz, o němž se okupanti domnívali, že klade na ulici bomby. Zavražděný Iráčan byl členem posádky popelářského vozu. Horne se hájil tím, že těžce zraněného zabil z milosti.
- 12. prosince
  - Mahmúd Abbás, nástupce Jásira Arafata ve funkci předsedy Organizace pro osvobození Palestiny (OOP), se při návštěvě Kuvajtu omluvil za podporu, kterou tehdejší palestinské vedení vyjádřilo iráckému prezidentu Saddámu Husajnovi po obsazení Kuvajtu Irákem v roce 1990.
  - Útočníci z palestinské militantní organizace Hamás a z Fatáhu, frakce OOP, vyhodili do vzduchu kontrolní stanoviště izraelské armády na hranici mezi Egyptem a Izraelem okupovaným pásmem Gazy. Při výbuchu zahynulo 5 vojáků okupačních vojsk a 6 bylo zraněno, byl zabit rovněž nejméně jeden palestinský útočník.
  - Izraelem vězněný vůdce palestinského povstání (intifády) Marwan Barghouti se vzdal kandidatury na post předsedy Palestinské autonomie a podpořil oficiálního kandidáta OOP Mahmúda Abbáse. Volby nástupce Jásira Arafata mají proběhnout 9. ledna 2005
  - V prezidentských volbách v Rumunsku zvítězil těsným poměrem opoziční kandidát, starosta Bukurešti Traian Basescu. Porazil současného premiéra Adriana Nastase.
  - Při bojích v irácké provincii Anbar zahynulo osm příslušníků americké námořní pěchoty.
- 13. prosince
  - Sebevražedný atentátník odpálil automobil naložený výbušninami před vjezdem do tzv. Zelené zóny v Bagdádu – opevněné oblasti města, kde sídlí úřady irácké prozatímní vlády a velvyslanectví USA a Spojeného království. Počet obětí není jasný, BBC, Al-Džazíra a Reuters hovoří o sedmi mrtvých, Associated Press udává 13. Desítky lidí byly zraněny.
  - Bývalý chilský diktátor Augusto Pinochet (89) má domácí vězení. Uložil mu ho chilský soudce vyšetřující zločiny vojenské junty, v jejímž čele Pinochet stál v letech 1973 až 1990.
  - Ukrajinec Andrij Ševčenko získal Zlatý míč pro nejlepšího fotbalistu Evropy.
- 14. prosince
  - Maďarský nejvyšší soud zrušil výsledky referenda o udělení maďarského občanství zahraničním Maďarům a o zákazu privatizace nemocnic. Ústřední volební komise totiž vyhlásila referendum za neplatné v době, kdy ještě nebyly prověřeny stížnosti na výsledky voleb z některých obvodů. Hlasy budou ve sporných obvodech znova přepočítány.
  - Při sebevražedném útoku automobilem u vstupu do Zelené zóny v Bagdádu zahynulo sedm lidí a nejméně 13 bylo zraněno. Jde o druhý takový útok ve dvou dnech. Čtyři příslušníci irácké národní gardy byli zabiti při útoku na konvoj mezi Basrou a Bagdádem.
  - Polsko hodlá do půlky února snížit počet svých vojáků podílejících se na okupaci Iráku ze současných 2400 na 1700.
  - Předseda prozatímní irácké vlády Ajád Aláví řekl, že příští týden začnou procesy s vedoucími představiteli svrženého iráckého režimu. Není jasné, zda mezi nimi má být i Saddám Husajn.
- 15. prosince – Dva ozbrojení Albánci unesli ráno v Athénách autobus s 23 cestujícími. Vymáhali výkupné 1 milion eur, ale krátce před půlnocí se vzdali.
- 16. prosince
  - Britští lordové soudci rozhodli, že zadržování podezřelých z terorismu po neomezeně dlouhou dobu bez soudu je nezákonné. Postup britské vlády odporuje Evropské úmluvě o lidských právech, rozhodla nejvyšší britská soudní instance.
  - Summit Evropské unie rozhodl, že jednání o přistoupení Turecka do EU začnou 3. listopadu 2005. Rozhovory o přistoupení Chorvatska začnou v dubnu 2005.
  - Rada Doněckého obvodu (správní jednotka na východě Ukrajiny) odvolala lokální referendum o přetvoření Ukrajiny na federální stát. Referendum bylo plánováno na 9. ledna 2005. Referendum by i tak nemělo žádné právní důsledky, protože o takovéto věci na Ukrajině smí být referendum pouze celostátní. Více o ukrajinských prezidentských volbách v článku Oranžová revoluce.
- 17. prosince
  - Turečtí představitelé v první reakci vyjádřili zklamání nad nabídkou EU na zahájení rozhovorů o přistoupení – připojené podmínky, zejména to, aby Turecko uznalo Kypr, považují za nepřijatelné. Později však Turecko ustoupilo a přislíbilo do 3. října 2005 podepsat dokument, kterým Kypr uzná. Turecká opozice tento ústupek vlády odmítá.
  - Mluvčí OSN potvrdila, že v budově OSN v Ženevě bylo nalezeno odposlouchávací zařízení na vysoké technické úrovni. Tzv. Francouzský salónek, kde bylo nalezeno, používali loni ministři významných států k soukromým rozhovorům o Iráku.
- 18. prosince – Izraelská armáda zabila při dvoudenní operaci v palestinském uprchlickém táboře v Pásmu Gazy celkem 11 lidí (z toho 3 civilisty), zranila přes 40 osob a zničila několik domů. Z tábora byly předtím vypalovány rakety na izraelské osady na okupovaném palestinském území; 1 zahraniční dělník byl přitom zabit a 17 lidí zraněno.
- 19. prosince – Výbuchy aut naložených výbušninami zabily v iráckých městech Nadžaf a Karbalá nejméně 64 lidí a zranily přes 140 dalších. Obě města jsou obývána iráckými šíity. Zdá se, že útoky byly původně namířeny proti policejní stanici v Karbale a místním představitelům v Nadžafu; oběťmi jsou však téměř výhradně civilisté.
- 20. prosince – Proběhla televizní debata ukrajinských prezidentských kandidátů Viktora Janukovyče a Viktora Juščenka. Oba si dávali dotazy a odpovídali na ně. Moderátor hlídal čas, každý měl 50 minut. Janukovyč prohlásil, že pokud se Juščenko stane prezidentem, bude prezidentem pouze části Ukrajiny.
- 21. prosince
  - Při útoku iráckých povstalců na jídelnu na vojenské základně USA v severoiráckém městě Mosul bylo zabito 24 osob a dalších 72 zraněno. Mezi mrtvými je 14 amerických vojáků, 4 tzv. civilní dodavatelé z USA a 4 iráčtí vládní vojáci. K zodpovědnosti za útok se přihlásila radikální muslimská skupina Ansar al-Sunnah, která je součástí al-Káidy.
  - Dva francouzští novináři, Georges Malbrunot a Christian Chesnot, unesení 20. srpna 2004 v Iráku, byli propuštěni.
  - Z programu jednání Rady EU o zemědělství a rybolovu byla na poslední chvíli stažena směrnice umožňující patentování softwaru. Stalo se tak na žádost Polska. Proti možnosti patentování software vystupují příznivci tzv. svobodného softwaru z celé Evropy.
- 22. prosince
  - Podle varšavského soudu byl předseda polského parlamentu a nově zvolený šéf vládní strany Svaz demokratické levice Jósef Oleksy tajným spolupracovníkem tajné policie bývalého komunistického režimu v letech 1970–1978. Za svou činnost prý bral i peníze. Rozsudek, vynesený po šestiletém procesu, dosud není pravomocný a Oleksy se proti němu hodlá odvolat.
  - Sonda Evropské kosmické agentury (ESA) Huygens se na oběžné dráze kolem Saturnu oddělila od mateřské sondy Cassini. Sonda dne 14. ledna 2005 přistála na povrchu Saturnova měsíce Titanu.
- 26. prosince
  - Ničivé zemětřesení postihlo v neděli ráno ostrov Sumatru. Zemětřesení a zvláště jím vyvolaná vlna tsunami o výšce až 10 metrů mají na svědomí zřejmě kolem 250 000 lidských životů.
  - Opakované druhé kolo prezidentských voleb na Ukrajině vyhrál opoziční lídr Viktor Juščenko se ziskem 52 % hlasů. Jeho protikandidát, předseda vlády Viktor Janukovyč, získal 44 %. Voleb se zúčastnilo 77 procent voličů.
  - U Mezinárodní kosmické stanice ISS přistála ruská nákladní loď Progress s nákladem zásob a vánočních dárků pro dvoučlennou rusko-americkou posádku. Kosmonauti měli zásoby jen do poloviny ledna 2005.
- 27. prosince
  - Izraelská policie na krátkou dobu zatkla ve Východním Jeruzalémě kandidáta na palestinského prezidenta Mustafu Barghútího. Bratranec vězněného vůdce palestinského odboje Marwana Barghoutiho je generálním tajemníkem opoziční strany Palestinska národní iniciativa a ve volbách nejvážnějším soupeřem hlavního kandidáta, Mahmúda Abbáse.
  - Při pumovém útoku na sídlo šíitské strany SCIRI (Nejvyššího shromáždění islámské revoluce) v Bagdádu zahynulo 13 lidí a 66 bylo zraněno. Mrtví jsou hlavně pracovníci ochranky vůdce této strany, Abdala Azíze Hakíma. Strana SCIRI má podporu významného iráckého ajatolláha Alí Sistáního a podporuje konání voleb v lednu 2005.
  - Hlavní irácká sunnitská politická strana, Irácká islámská strana, oznámila neúčast na volbách plánovaných na 30. ledna 2005. Reagovala tak na skutečnost, že nebylo vyhověno její žádosti o odklad voleb zdůvodněné pokračujícím násilím v zemi.
- 28. prosince –
  - Několik desítek příslušníků vládního vojska a policie bylo zabito při útocích povstalců v Iráku. Zabito bylo rovněž nejméně 6 civilistů. Útoky jsou hlášeny ze sunnitských měst Tikrít, Samarra a Bakúba, jakož i z hlavního města Bagdádu.
- 29. prosince – Síly iráckého hnutí odporu vlákaly v Bagdádu do léčky skupinu iráckých vládních policistů. Při výbuchu náloží v domě, který tito policisté prohledávali, zahynulo 7 policistů a 23 civilistů.
- 30. prosince – Ukrajinský nejvyšší soud nevyhověl stížnostem poraženého prezidentského kandidáta Viktora Janukovyče na průběh opakovaného druhého kola voleb.
- 31. prosince – Při požáru diskotéky v Buenos Aires v noci z 30. na 31. prosince zahynulo 174 lidí a přes 400 jich bylo zraněno.

## Narození

### Česko
- 13. ledna – Michaela Pecháčková, herečka
- 19. února – Daniel Samek, fotbalista
- 25. února – Roman Staněk, automobilový závodník
- 03. března – Andrea Trnková, hokejistka
- 11. března
  - Barbora Palicová, tenistka
  - Robin Sapoušek, lední hokejista
- 14. dubna – Jindřich Janečka, boxer
- 14. června – Lukáš Strnad, hokejista
- 09. července – Tom Sean, zpěvák, hudební skladatel a herec
- 08. srpen – Tereza Lamačová, sprinterka na 100 a 200 m
- 23. září – Radek Bagár mladší, pianista
- 27. října – Tomáš Volevecký, hokejový brankář
- 08. listopadu – Amelie Pokorná Zedníčková, divadelní a filmová herečka
- 17. listopadu – Linda Nosková, tenistka

### Svět

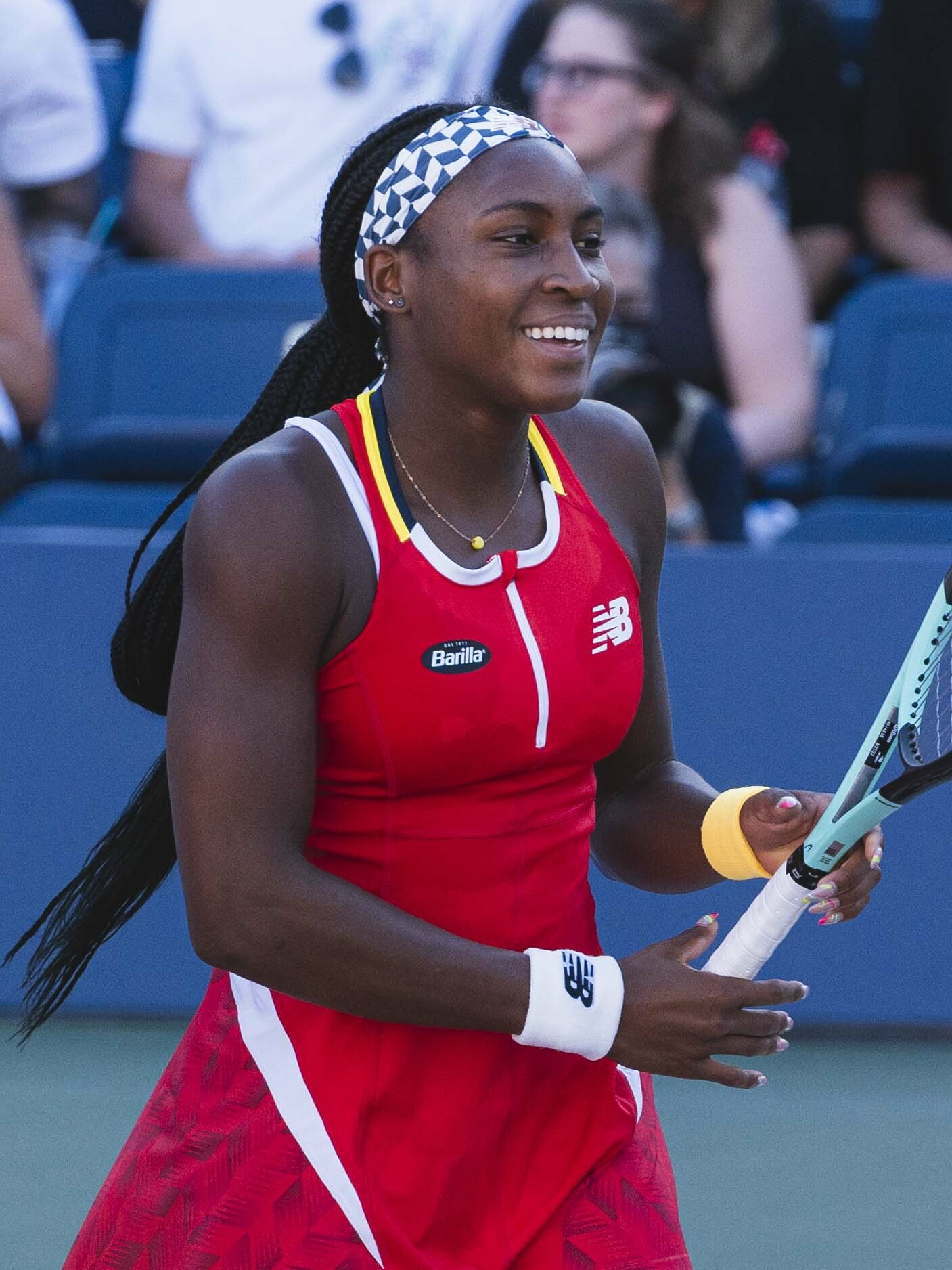
Coco Gauffová (* 13. března)

- 05. ledna – Shane Wright, kanadský lední hokejista
- 15. ledna – Grace VanderWaal, americká zpěvačka a hudební skladatelka
- 21. ledna – Ingrid Alexandra Norská, norská princezna
- 22. ledna – Marko Lazetić, srbský fotbalista
- 06. února – Louise Belgická, belgická princezna
- 12. února – Adam Hrdina, slovenský fotbalový brankář
- 15. února – Šimon Nemec, slovenský lední hokejista
- 18. února – Su I-ming, čínský snowboardista, olympijský vítěz v big airu
- 19. února – Millie Bobby Brownová, britská herečka, modelka a zpěvačka
- 29. února – Abdukodir Chusanov, uzbecký fotbalista
- 13. března – Coco Gauffová, americká tenistka
- 21. března – Claus-Casimir Oranžsko-Nasavský, druhé dítě nizozemského prince Constantijna a princezny Laurentien
- 24. března – Ivan Varfolomejev, ukrajinský fotbalista
- 25. března – Selina Grotianová, německá biatlonistka
- 27. března – Amira Willighagen, nizozemská sopranistka
- 28. března – Anna Ščerbakovová, ruská krasobruslařka
- 30. března – Juraj Slafkovský, slovenský lední hokejista
- 20. dubna – Amane Šindó, japonská dabérka a zpěvačka
- 03. května – Andrey Santos, brazilský fotbalista
- 04. května – Logan Cooley, americký lední hokejista
- 07. května – Ashlyn Kruegerová, americká tenistka
- 11. května – Luca Van Assche, francouzský tenista
- 01. června – Krisija Todorova, bulharská zpěvačka
- 04. června – Mackenzie Ziegler, americká zpěvačka, herečka, modelka a tanečnice
- 11. června – Katrina Scottová, americká tenistka
- 23. června – Alexandra Trusovová, ruská krasobruslařka
- 01. července – Alejandro Garnacho, argentinský fotbalista
- 19. července – La Bala, mexická youtuberka, zpěvačka a herečka
- 20. července – Karel Konstantin Habsbursko-Lotrinský, člen habsbursko-lotrinské dynastie
- 30. července – Shania Tyra Geiss, německá influencerka
- 05. srpna – Gavi, španělský fotbalista
- 05. září – Robin Montgomeryová, americká tenistka
- 18. září – Nodirbek Abdusattorov, uzbecký šachový velmistr a mistr světa v rapid šachu
- 03. října – Noah Schnapp, americký herec
- 24. října – Arthur Fils, francouzský tenista
- 20. listopadu
  - Maseeiso Seeiso, lesothská princezna
  - Youssoufa Moukoko, německý fotbalista kamerunského původu
- 21. listopadu – Rico Lewis, anglický fotbalista

## Úmrtí

### Česko

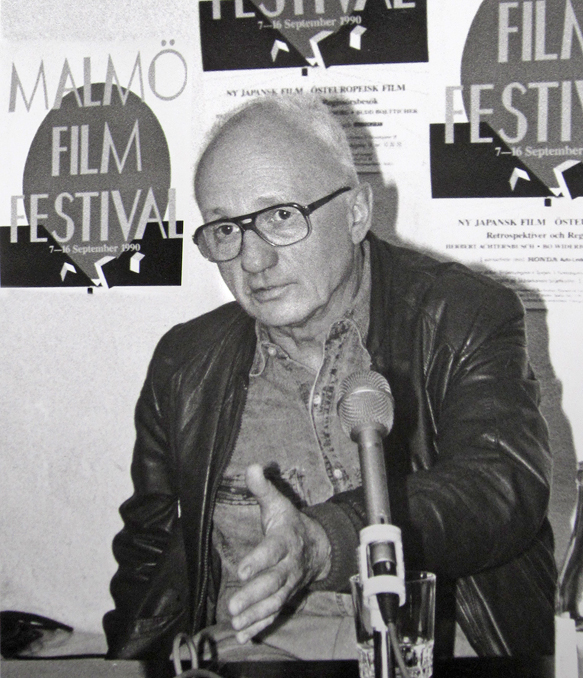
Karel Kachyňa († 12. března)

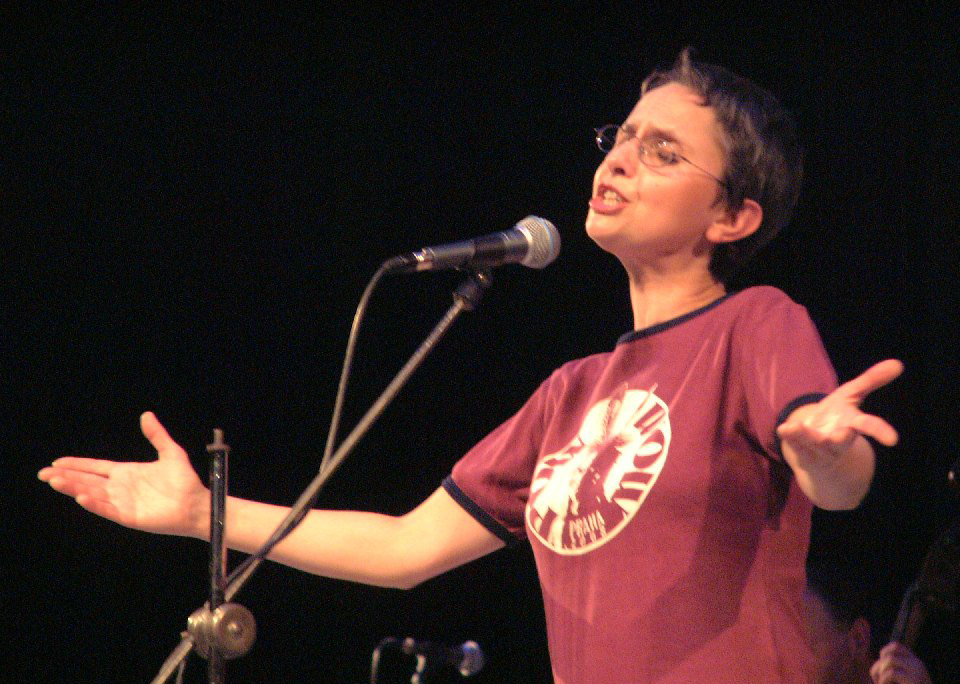
Zuzana Navarová († 7. prosince)

- 01. ledna – Jiří Loewy, novinář, publicista a politik (* 13. července 1930)
- 04. ledna – Helena Růžičková, herečka (* 13. června 1936)
- 08. ledna – Ivo Jirásek, skladatel (* 16. července 1920)
- 15. ledna – Jaroslav V. Polc, kněz a církevní historik (* 14. září 1929)
- 16. ledna – Slavomír Bartoň, hokejový reprezentant (* 12. ledna 1926)
- 19. ledna – Mirko Vosátka, spisovatel, přírodovědec, skaut a vychovatel (* 27. listopadu 1911)
- 21. ledna – Jan Milíč Lochman, exilový protestantský teolog a filozof (* 3. dubna 1922)
- 11. února
  - Karel Kopřiva, kontrabasista (* 23. června 1930)
  - Jozef Lenárt, československý premiér (* 3. dubna 1923)
- 15. února – Ivo Novák, scenárista a režisér (* 4. září 1918)
- 16. února – Miloslav Šimek, herec (* 7. března 1940)
- 20. února – Jiří Ruml, novinář a politik (* 8. července 1925)
- 23. února – Jaroslav Valenta, historik (* 27. října 1930)
- 11. března – Jiří Svoboda, skladatel filmové hudby (* 13. září 1945)
- 12. března – Karel Kachyňa, filmový režisér (* 1. května 1924)
- 15. března – Václav Kozák, veslař, skifař, olympijský vítěz z LOH 1960 (* 14. dubna 1937)
- 16. března
  - Vilém Tauský, dirigent a hudební skladatel (* 20. července 1910)
  - Adolf Staňura, esperantský literát (* 12. března 1915)
- 17. března
  - Jiří Horák, dramaturg, scenárista a režisér (* 3. dubna 1940)
  - Alena Vrbová, lékařka a spisovatelka (* 3. října 1919)
- 23. března – Zdeňka Vasiljevová, historička Dálného východu (* 2. července 1935)
- 24. března – Jan Kristofori, malíř, galerista a grafik (* 17. července 1931)
- 27. března – Jiří Vackář, vynálezce v oblasti slaboproudé techniky (* 24. ledna 1919)
- 03. dubna – Jiří Papež, herec (* 17. října 1931)
- 07. dubna – Miroslav Roudný, jazykovědec (* 10. ledna 1919)
- 08. dubna – Věra Petáková, divadelní a filmová herečka (* 8. února 1923)
- 10. dubna – Jiří Weiss, režisér (* 29. března 1913)
- 17. dubna – Jiří Císler, herec, režisér, spisovatel a hudebník (* 4. února 1928)
- 18. dubna – Jiří Veselský, básník (* 26. července 1933)
- 19. dubna – Soběslav Sejk, herec (* 9. října 1922)
- 22. dubna – Rudolf Krzák, voják a příslušník výsadku Silica-South (* 6. dubna 1914)
- 29. dubna – Radim Cvrček, režisér, scenárista a herec (* 30. listopadu 1931)
- 05. května – František Sláma, violoncellista (* 19. listopadu 1923)
- 12. května – Jiří Pavlov, politik (* 2. dubna 1943)
- 10. května – Eduard Hodoušek, hispanista a překladatel (* 18. září 1921)
- 19. května – Josef Gebauer, archivář a historik (* 7. srpna 1942)
- 28. května – Bohuslav Chňoupek, politik, diplomat a publicista (* 10. srpna 1925)
- 15. června
  - Tomáš Sláma, herec, scenárista, konferenciér, redaktor (* 16. dubna 1940)
  - Václav Pavel Borovička, spisovatel a televizní scenárista (* 8. září 1920)
- 21. června – Zdeněk Kovář, průmyslový návrhář a sochař (* 26. ledna 1917)
- 29. června – Stanislav Langer, klinický psycholog (* 21. února 1924)
- 06. července – Jan Němeček, kameraman (* 22. března 1926)
- 07. července
  - Jiří Korec, sochař a medailér (* 12. února 1925)
  - Josef Balejka, válečný pilot (* 4. března 1917)
- 09. července
  - Karel Bartošek, historik a publicista (* 30. června 1930)
  - Emil Pluhař, katolický teolog, politický vězeň (* 10. srpna 1913)
- 10. července – Milan Šulc, divadelní i filmový herec (* 13. května 1934)
- 13. července – Karel Zich, zpěvák a kytarista (* 10. června 1949)
- 17. července – Jiří Corvin, malíř (* 15. června 1931)
- 20. července – Pavel Štecha, fotograf (* 20. prosince 1944)
- 21. července – Vladimír Čermák, právník, filozof, politolog a humanista (* 3. září 1929)
- 22. července – Zdeněk Tmej, reportážní a dokumentární fotograf (* 5. července 1920)
- 26. července – Alexander Hackenschmied, fotograf, kameraman a režisér (* 17. prosince 1907)
- 30. července – Jan Hanuš, hudební skladatel (* 2. května 1915)
- 31. července – Karel Niemczyk, voják a příslušník výsadku Calcium (* 15. února 1914)
- 01. srpna – Josef Kocourek, nejstarším parlamentní stenograf na světě (* 27. ledna 1916)
- 09. srpna – Zdenka Sulanová, herečka a zpěvačka (* 18. února 1920)
- 10. srpna – Václav Lídl, hudební skladatel (* 5. listopadu 1922)
- 16. srpna – Ivan Hlinka, československý hokejový útočník (* 26. ledna 1950)
- 17. srpna – Hana Žantovská, redaktorka, spisovatelka a překladatelka (* 4. května 1921)
- 22. srpna – Ota Šik, ekonom a politik (* 11. září 1919)
- 31. srpna – Jiří Maria Veselý, kněz, politický vězeň a archeolog (* 15. listopadu 1908)
- 01. září – Teodor Rotrekl, výtvarník a ilustrátor (* 1. června 1923)
- 05. září – Vlastislav Housa, sochař a medailér (* 1. ledna 1932)
- 14. září – Jiřina Táborská, literární historička a literární teoretička (* 10. července 1926)
- 20. září – Štěpánka Mertová, atletka, diskařka (* 11. prosince 1930)
- 23. září – Jan Filípek, exilový spisovatel (* 31. prosince 1913)
- 29. září – František Pavlíček, dramatik a scenárista (* 20. listopadu 1923)
- 03. října
  - Vladimír Vít, elektrotechnik a vynálezce (* 28. října 1921)
  - Jan Jelínek, antropolog (* 6. února 1926)
- 05. října – Luděk Kopřiva, herec (* 19. června 1924)
- 15. října – Erich Šefčík, archivář, historik, numismatik (* 2. července 1945)
- 22. října – Vlasta Urbanová, operní zpěvačka (* 22. května 1914)
- 23. října – Patrik Stoklasa, zpěvák a muzikálový herec (* 2. listopadu 1981)
- 26. října – Zdeněk Matějček, dětský psycholog (* 16. srpna 1922)
- 02. listopadu – Václav Kotva, herec (* 20. ledna 1922)
- 10. listopadu – Vladimír Kýn, sochař, výtvarník a ilustrátor (* 31. ledna 1923)
- 13. listopadu – Vilém Nezbeda, básník, překladatel, archivář (* 8. března 1912)
- 14. listopadu – Miloš Šolle, archeolog (* 11. prosince 1916)
- 18. listopadu – František Kutta, ekonom a legendární horolezec (* 7. května 1923)
- 19. listopadu – Jan Pixa, konferenciér, moderátor, scenárista a televizní dramaturg (* 19. září 1920)
- 20. listopadu – Bohuslav Blažek, sociální ekolog (* 18. října 1942)
- 24. listopadu
  - Pavel Grym, novinář a spisovatel (* 9. června 1930)
  - František Spurný, historik, archivář a publicista (* 1. října 1927)
- 25. listopadu – František Smetana, violoncellista (* 8. května 1914)
- 30. listopadu – Ladislav Trpkoš, basketbalista (* 17. ledna 1915)
- 03. prosince – Eva Šenková, herečka, zpěvačka a tanečnice (* 8. srpna 1923)
- 07. prosince – Zuzana Navarová, zpěvačka, skladatelka a textařka (* 18. června 1959)
- 09. prosince – Andrea Absolonová, skokanka do vody, pornoherečka (* 23. prosince 1976)
- 10. prosince – Karel Rektorys, matematik (* 4. února 1923)
- 11. prosince
  - Karel Vrána, katolický teolog a filosof (* 24. srpna 1925)
  - Antonín Kratochvil, literární badatel, publicista a exilový aktivista (* 31. srpna 1924)
- 21. prosince
  - František Maňas, hudební skladatel a dirigent (* 4. října 1921)
  - Jiří Bečka, orientalista, spisovatel a překladatel (* 16. října 1915)
- 22. prosince – Josef Blažejovský, kytarista a hudební skladatel (* 9. září 1949)
- 24. prosince – Zdeněk Rejdák, vědec, zakladatel psychotroniky (* 7. listopadu 1934)
- 29. prosince – kůň Železník, čtyřnásobný vítěz Velké pardubické (* 29. dubna 1987)

### Svět

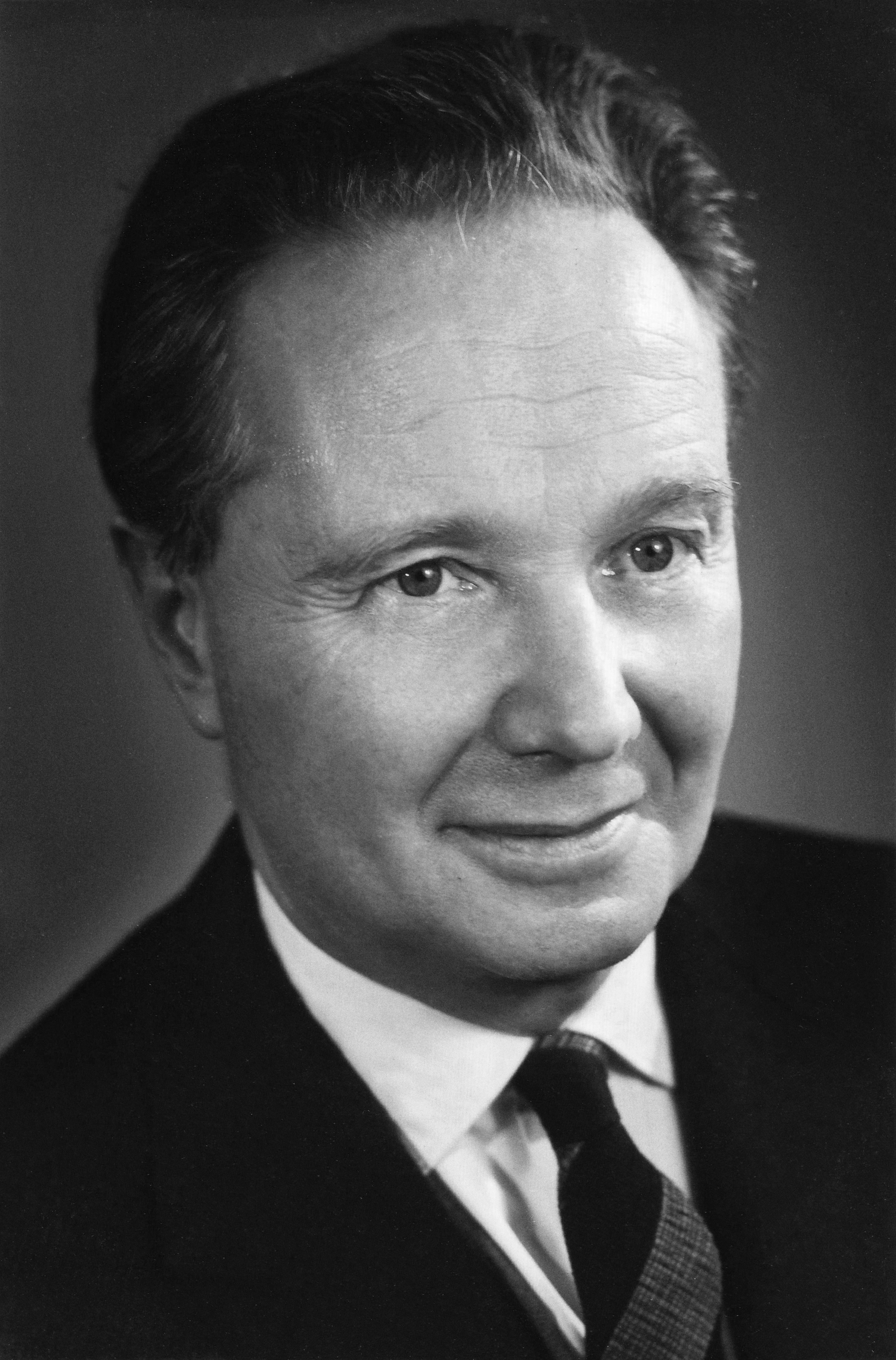
Robert Merle († 28. března)

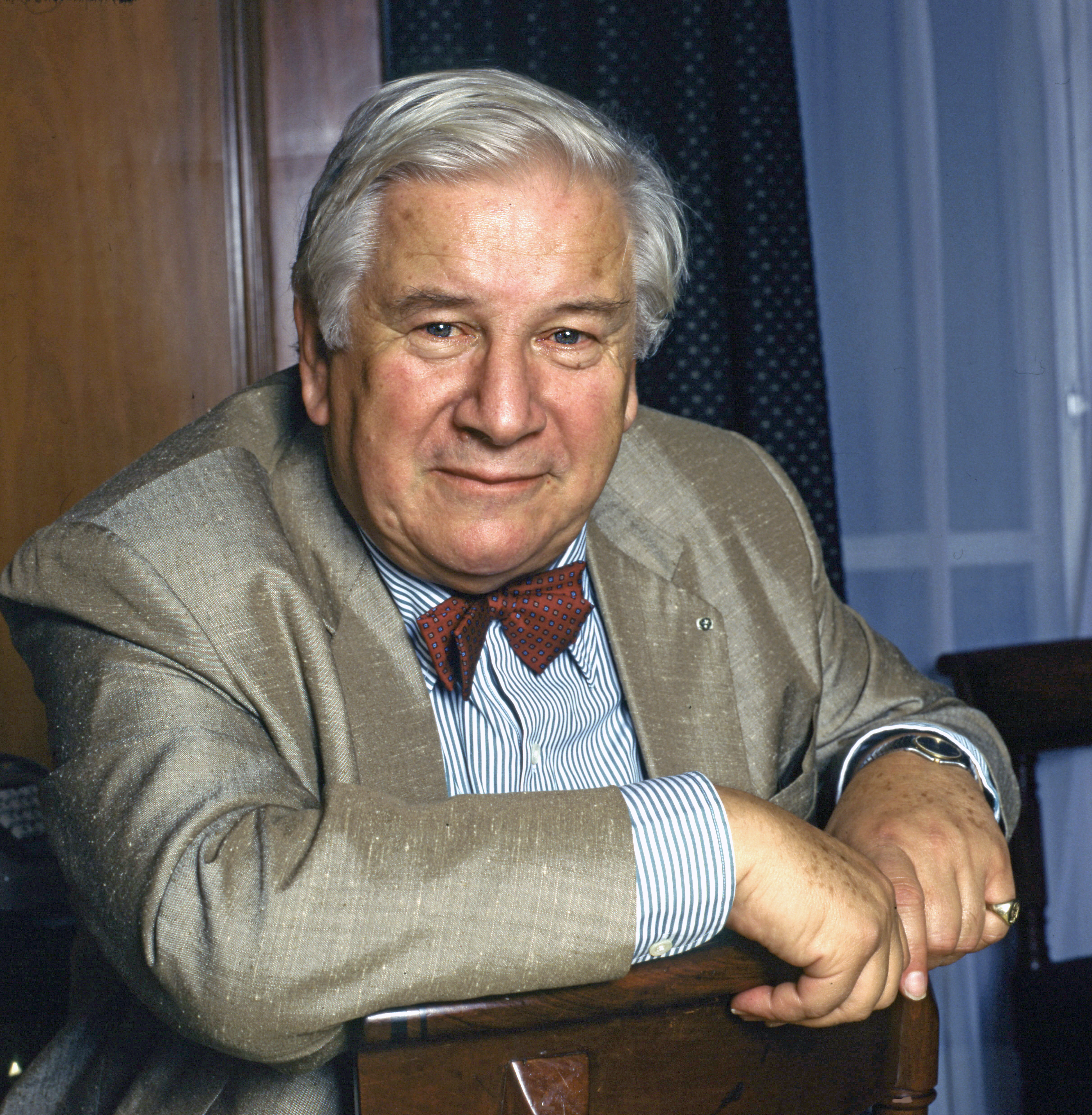
Peter Ustinov († 28. března)

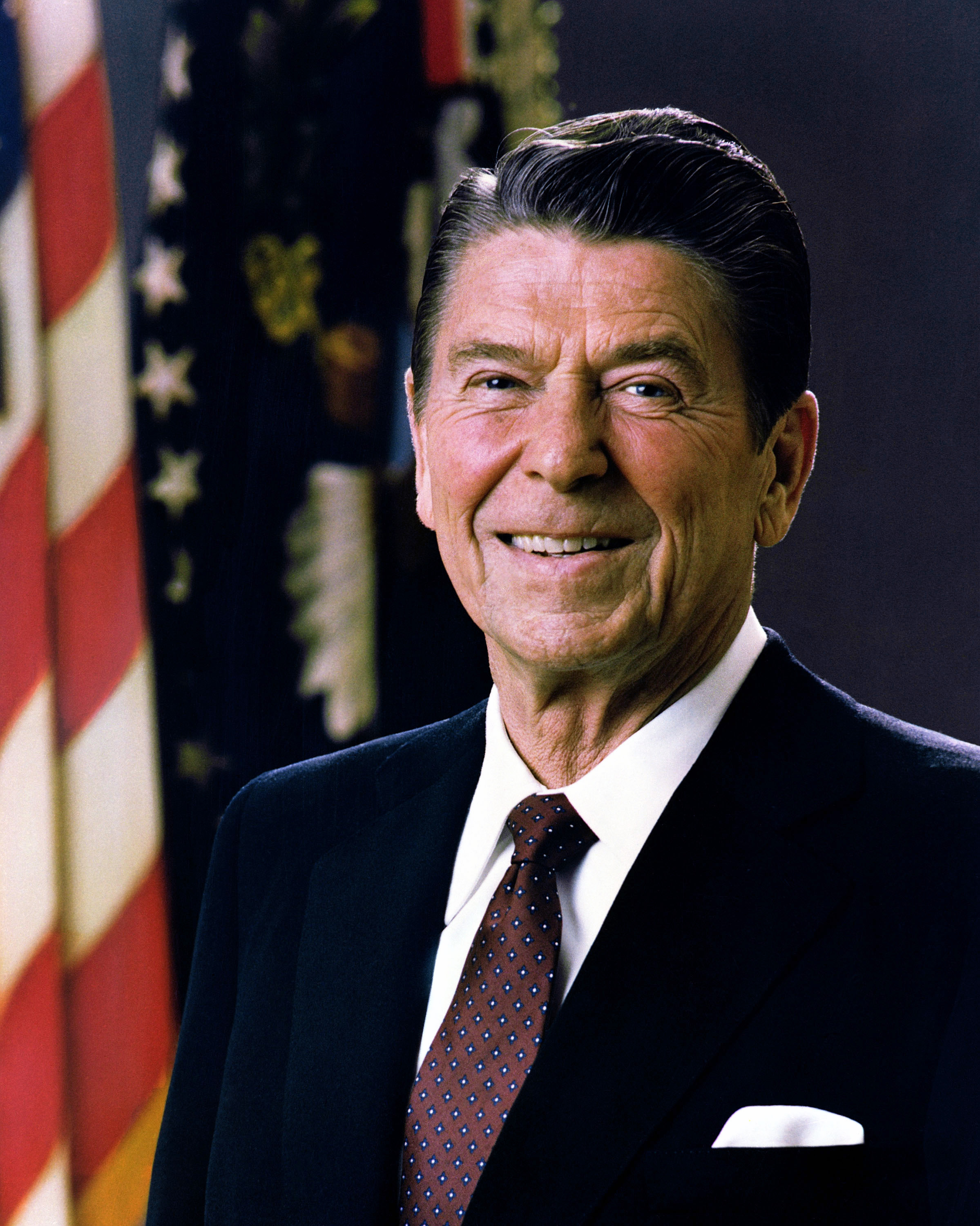
Ronald Reagan († 5. června)

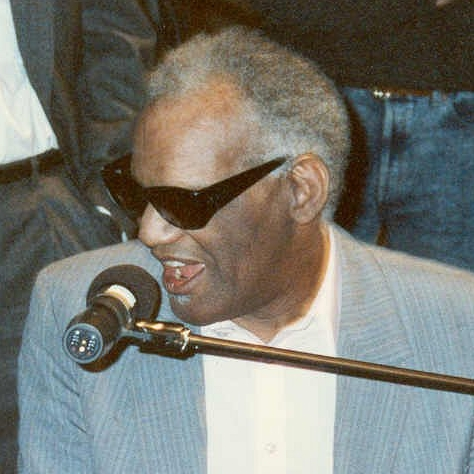
Ray Charles († 10. června)

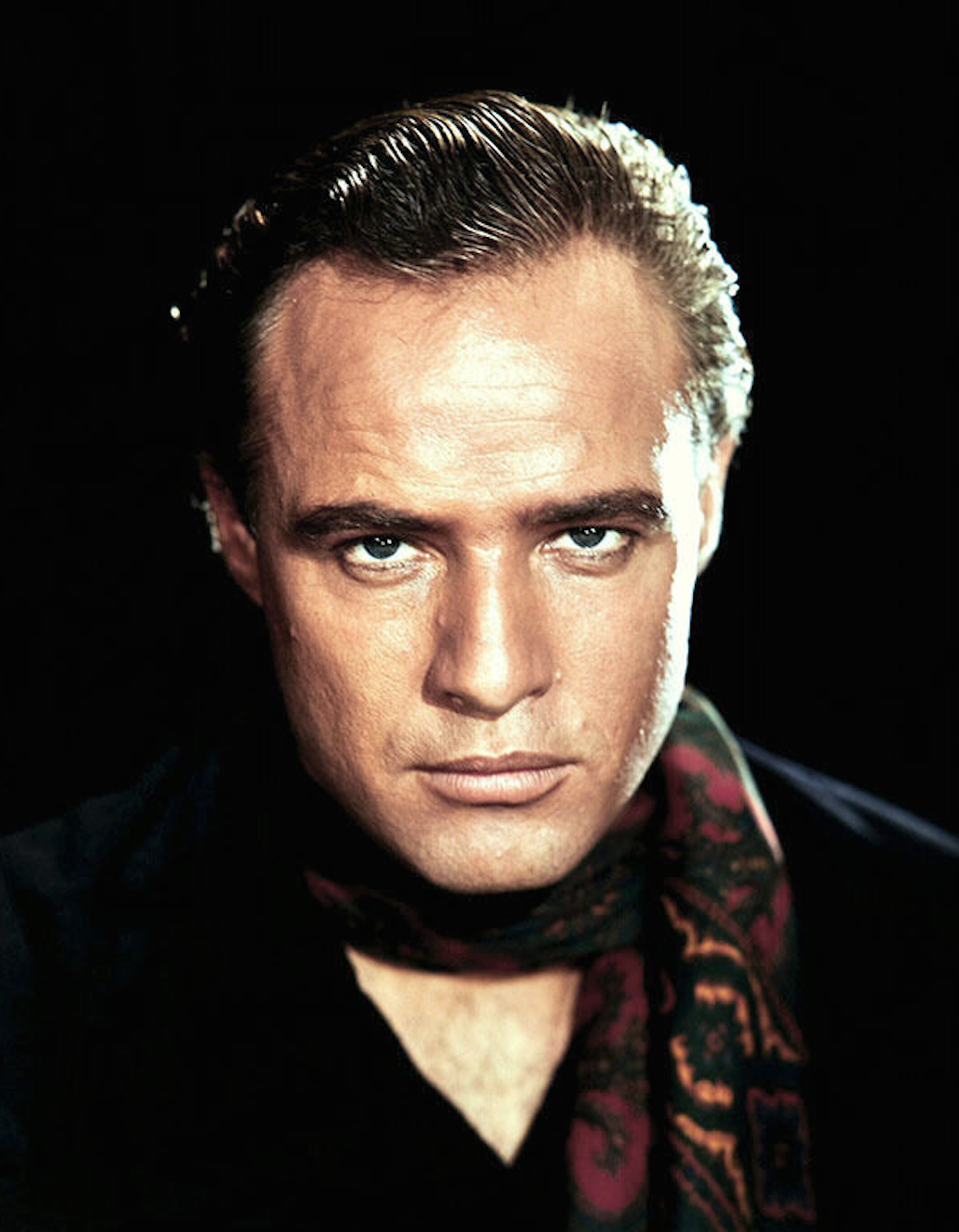
Marlon Brando († 1. července)

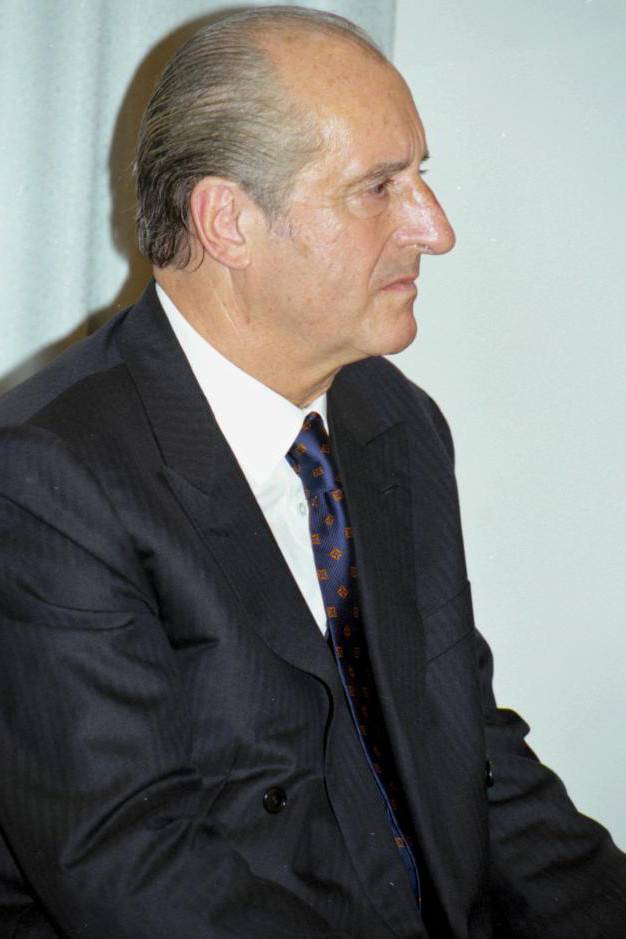
Thomas Klestil († 6. července)

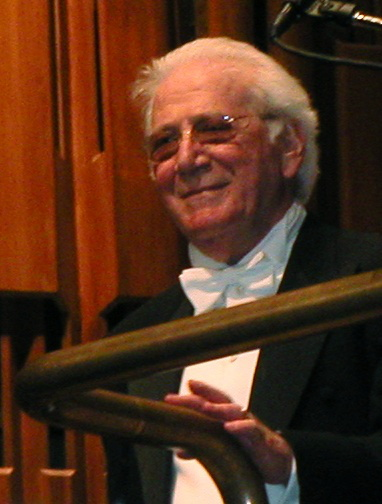
Jerry Goldsmith († 21. července)

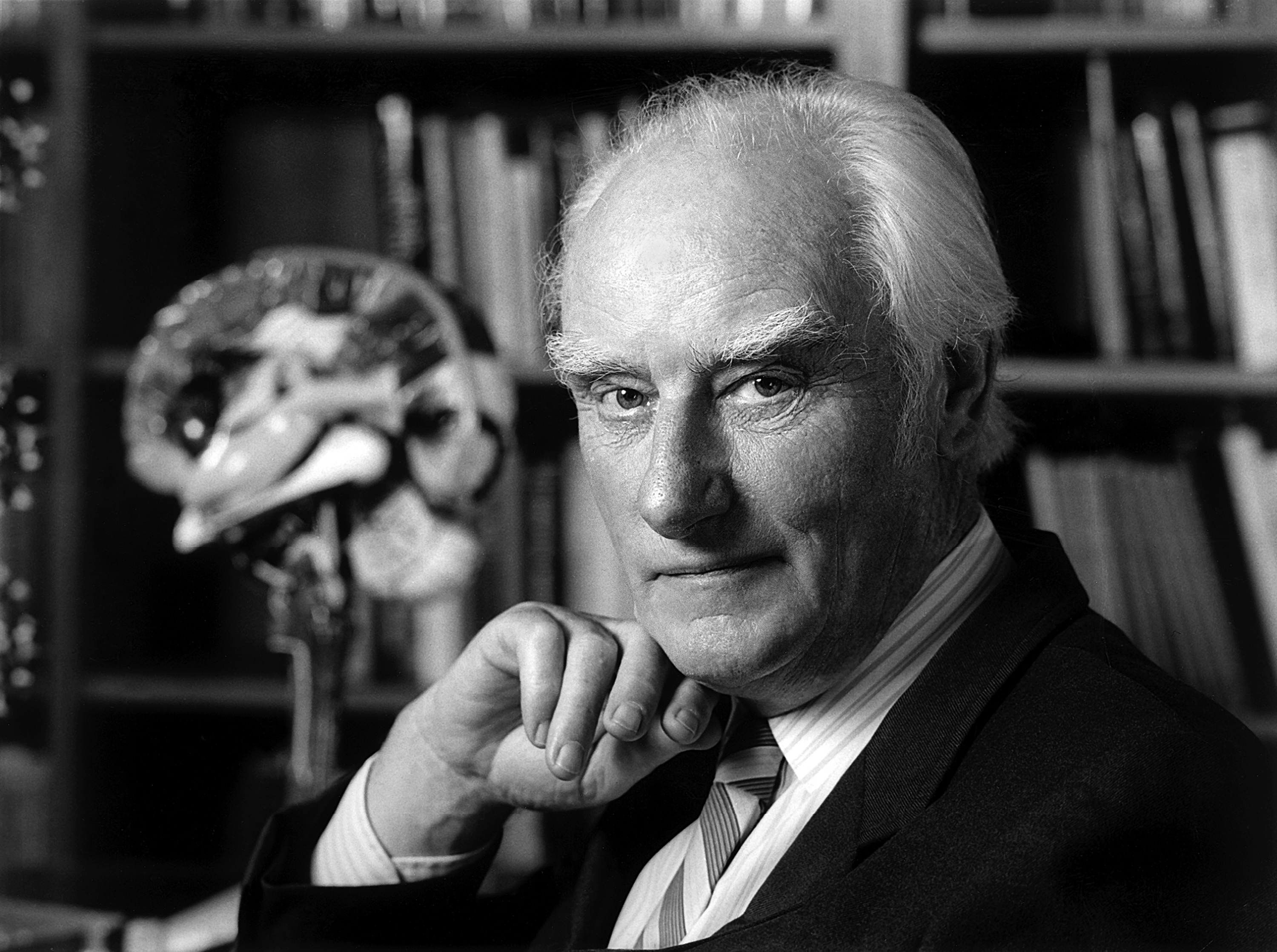
Francis Crick († 28. července)

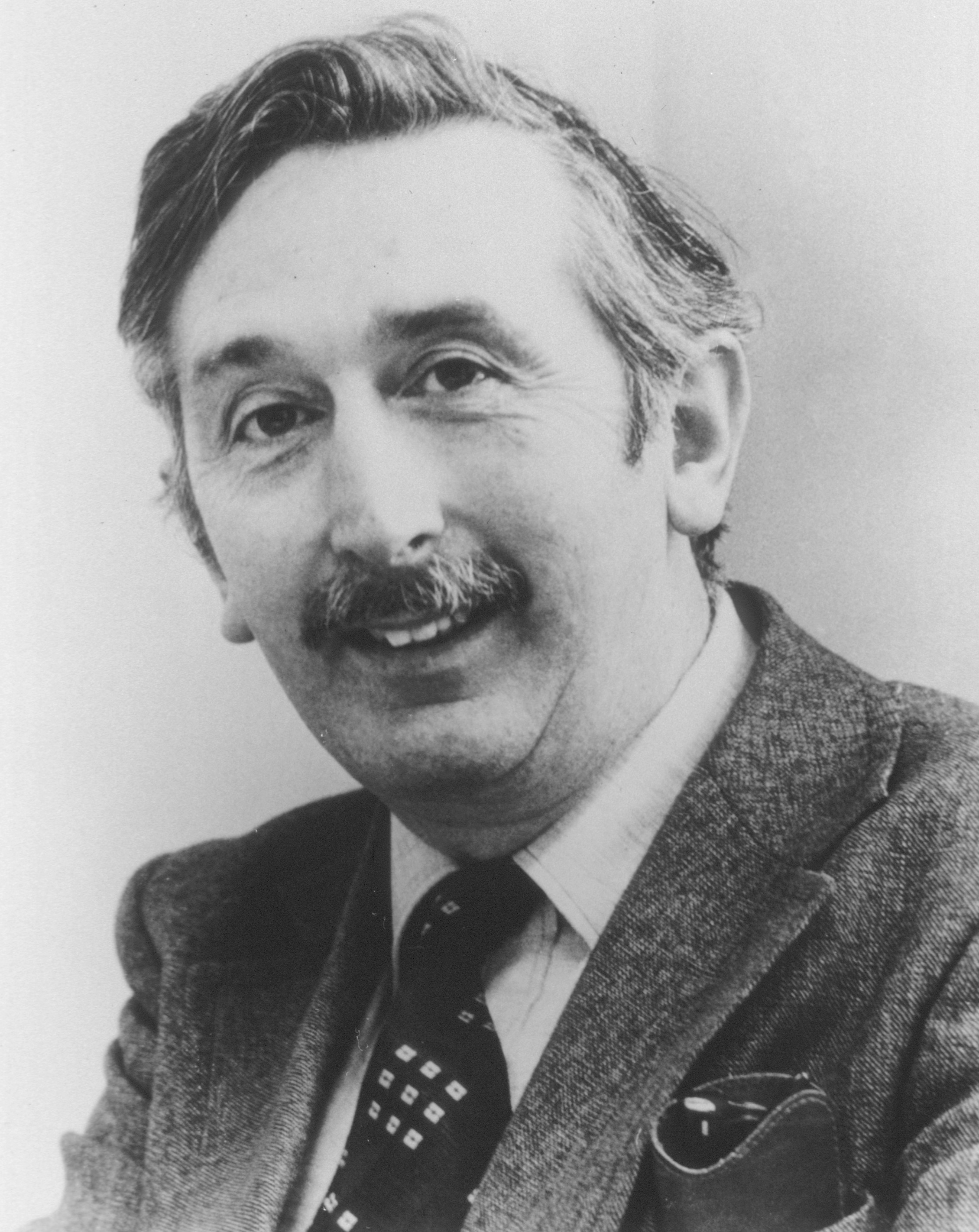
Godfrey Newbold Hounsfield († 12. srpna)

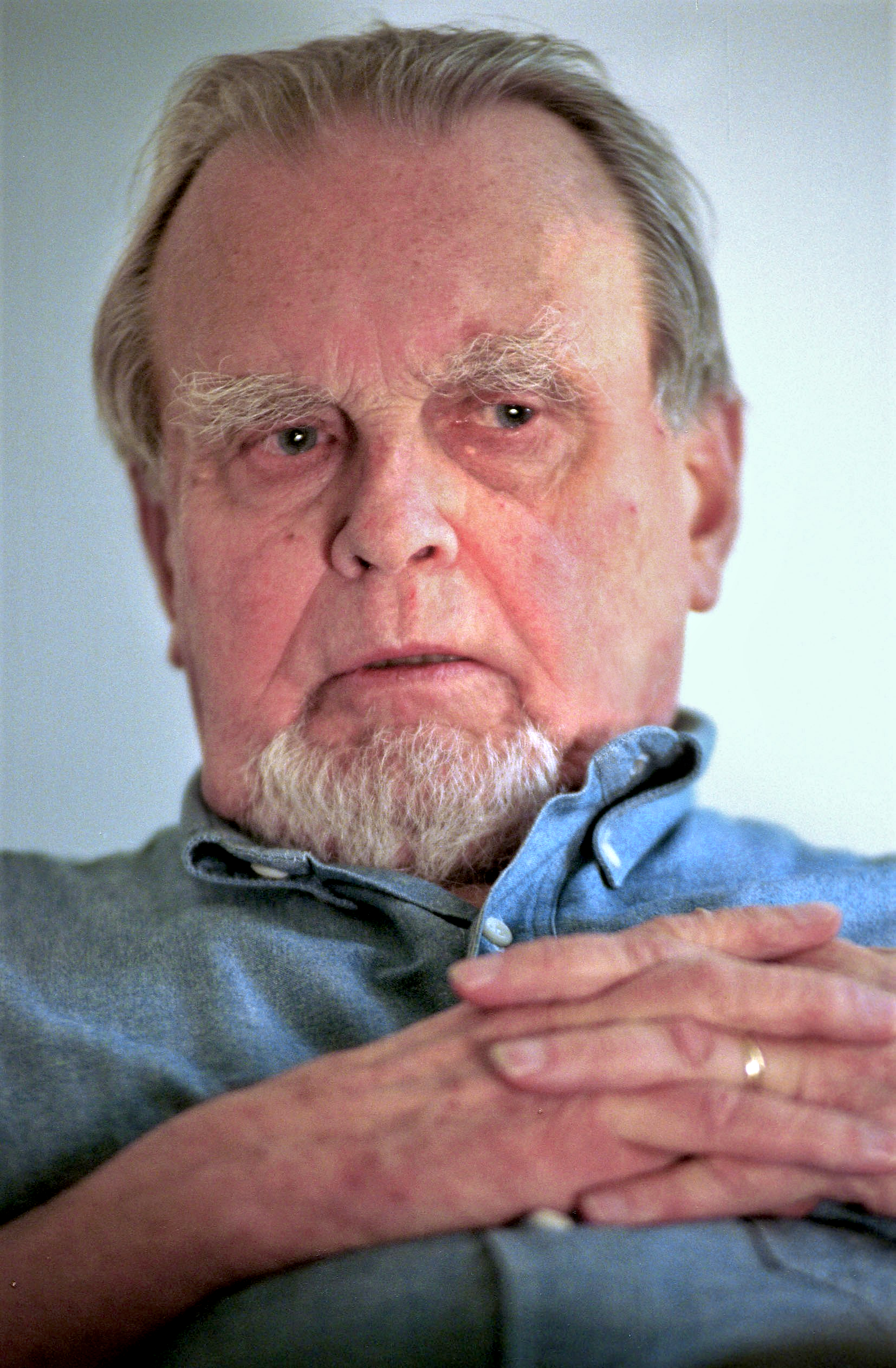
Czesław Miłosz († 14. srpna)

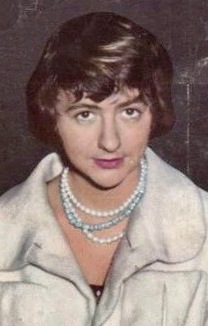
Françoise Sagan († 24. září)

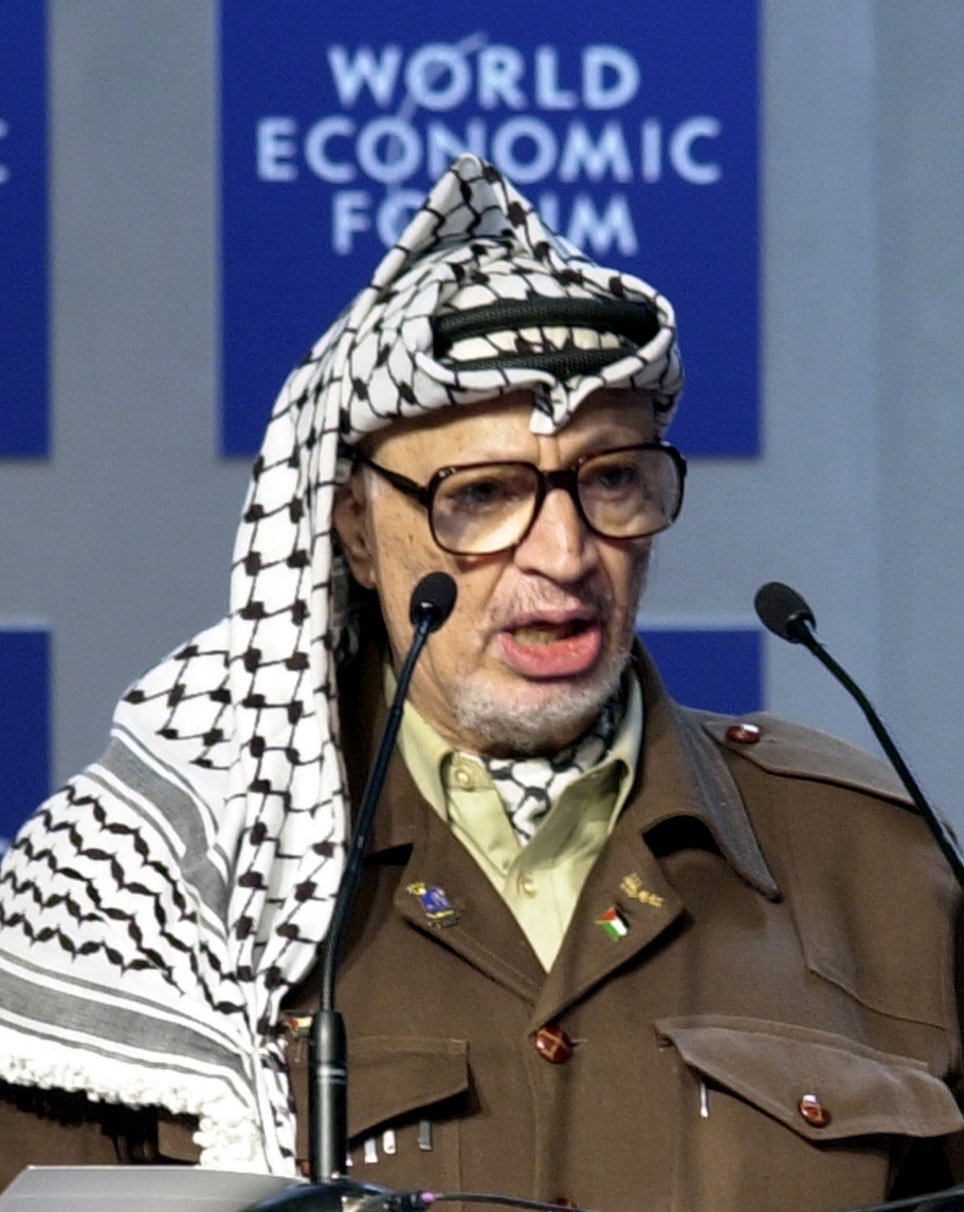
Jásir Arafat († 11. listopadu)

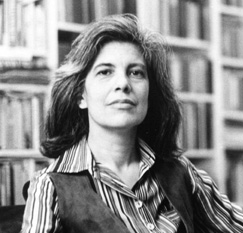
Susan Sontagová († 28. prosince)

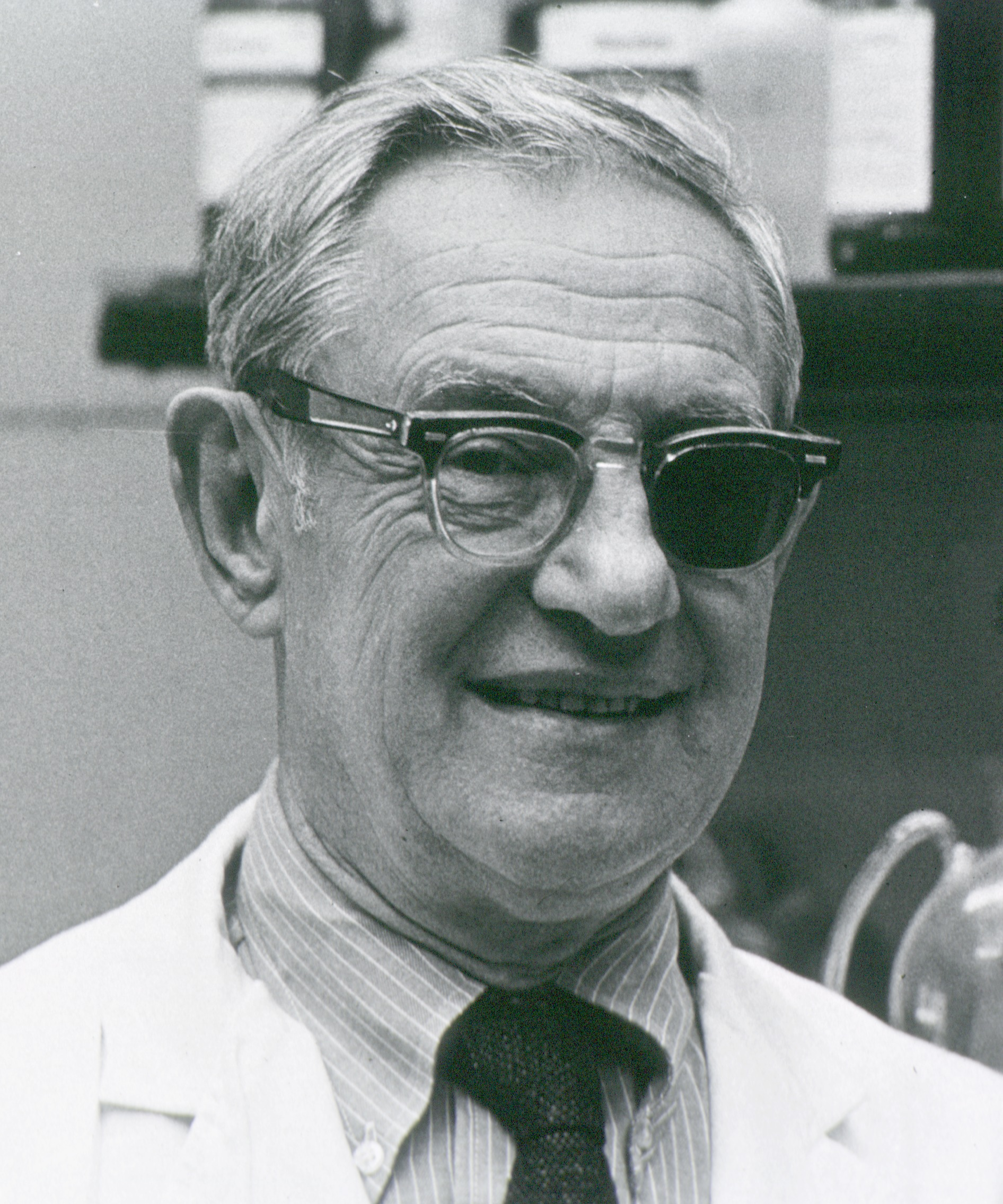
Julius Axelrod († 29. prosince)

- 01. ledna – Nora Szczepańska, polská spisovatelka (* 23. května 1914)
- 4. ledna – Eduard Sibirjakov, sovětský volejbalista (* 27. listopadu 1941)
- 05. ledna
  - John Guerin, americký bubeník (* 31. října 1939)
  - Charles Dumas, americký atlet, olympijský vítěz ve skoku do výšky (* 12. února 1937)
- 06. ledna – Francesco Scavullo, americký fotograf (* 16. ledna 1921)
- 08. ledna – Ingrid Thulin, švédská herečka (* 26. ledna 1926)
- 09. ledna – Norberto Bobbio, italský filozof, politolog a historik (* 18. října 1909)
- 10. ledna – Alexandra Ripleyová, americká spisovatelka (* 8. ledna 1934)
- 17. ledna – Czesław Niemen, polský zpěvák, písničkář, klávesista a hudební experimentátor (* 16. února 1939)
- 20. ledna – Guinn Smith, americký olympijský vítěz ve skoku o tyči (* 2. května 1920)
- 23. ledna – Helmut Newton, fotograf (* 31. října 1920)
- 24. ledna – Leônidas da Silva, brazilský fotbalista (* 6. září 1913)
- 25. ledna – Fanny Blankers-Koenová, nizozemská atletka, čtyřnásobná olympijská vítězka (* 26. dubna 1918)
- 28. ledna – Dino Dines, britský rockový klávesista (* 17. prosince 1944)
- 30. ledna – Malachi Favors, americký jazzový kontrabasista (* 22. srpna 1927)
- 31. ledna – Eleanor Holmová, americká olympijská vítězka v plavání (* 6. prosince 1913)
- 02. února – Alvino Rey, americký banjista a kytarista (* 1. července 1908)
- 07. února – Raija Siekkinenová, finská spisovatelka, povídkářka (* 11. února 1953)
- 11. února
  - Shirley Stricklandová, australská sprinterka, trojnásobná olympijská vítězka (* 18. července 1925)
  - Ryszard Kukliński, polský voják a špion (* 13. června 1930)
- 13. února – Zelimchan Jandarbijev, čečenský spisovatel a politik (* 12. září 1952)
- 14. února
  - Walter Perkins, americký jazzový bubeník (* 10. února 1932)
  - Marco Pantani, italský cyklista (* 13. ledna 1970)
- 18. února – Jean Rouch, francouzský filmař a antropolog (* 31. května 1917)
- 21. února
  - Irina Pressová, sovětská sprinterka, dvojnásobná olympijská vítězka (* 10. března 1939)
  - John Charles, velšský fotbalista (* 27. prosince 1931)
- 22. února – Roque Máspoli, uruguayský fotbalista (* 12. října 1917)
- 23. února – Alžbeta Barthová, slovenská herečka (* 11. května 1938)
- 24. února – Ziva Kunda, americká profesorka sociální psychologie (* 13. června 1955)
- 26. února
  - Boris Trajkovski, prezident Republiky Makedonie (* 25. června 1956)
  - Adolf Erik Ehrnrooth, finský generál (* 9. února 1905)
- 28. února
  - Carmen Laforet, španělská spisovatelka (* 6. září 1921)
  - Daniel J. Boorstin, americký historik, právník a spisovatel (* 1. října 1914)
- 04. března – Stephen Sprouse, americký módní návrhář (* 12. září 1953)
- 10. března – Vlastimil Herold, slovenský výtvarník a filmař (* 19. července 1924)
- 12. března – Valentina Nikolajevna Žuravlevová, ruská sovětská spisovatelka sci-fi (* 17. července 1933)
- 13. března – Franz König, rakouský kardinál (* 3. srpna 1905)
- 15. března
  - John Pople, britský chemik, nositel Nobelovy ceny (* 31. října 1925)
  - Mária Ďuríčková, slovenská spisovatelka, překladatelka, scenáristka (* 29. září 1919)
- 16. března – Hana Zelinová, slovenská spisovatelka (* 20. července 1914)
- 18. března
  - Martin Hollý, slovenský filmový a televizní režisér a scenárista (* 11. srpna 1931)
  - Richard Marner, britský herec (* 27. března 1921)
- 20. března – Juliána Nizozemská, nizozemská královna (* 30. dubna 1909)
- 21. března – Ján Melkovič, slovenský hudební skladatel a herec (* 24. dubna 1939)
- 22. března – Ahmed Jásin, spoluzakladatel palestinské polovojenské politické organizace Hamás (* 28. června 1937)
- 27. března
  - Pavol Haspra, slovenský režisér (* 8. prosince 1929)
  - Alex Randolph, americký tvůrce stolních her (* 4. května 1922)
- 28. března
  - sir Peter Ustinov, britský herec a režizér (* 16. dubna 1921)
  - Robert Merle, francouzský spisovatel, literární historik, překladatel a profesor (* 28. srpna 1908)
- 02. dubna – Alan Levy, americký novinář a spisovatel literatury faktu (* 10. února 1922)
- 04. dubna – Jean-Pierre Garen, francouzský gynekolog a spisovatel science-fiction (* 10. listopadu 1932)
- 06. dubna – Larisa Bogorazová, ruská lingvistka, disidentka (* 8. srpna 1929)
- 10. dubna – Jacek Kaczmarski, polský básník, spisovatel, textař a písničkář (* 22. března 1957)
- 19. dubna – John Maynard Smith, britský evoluční biolog a genetik (* 6. ledna 1920)
- 21. dubna – Karl Hass, německý válečný zločinec (* 5. října 1912)
- 24. dubna – Estée Lauder, zakladatelka kosmetické společnosti (* 1. července 1906)
- 25. dubna – Eirug Wyn, velšský romanopisec (* 11. prosince 1950)
- 26. dubna – Hubert Selby, americký spisovatel (* 25. července 1928)
- 01. května
  - Lojze Kovačič, slovinský spisovatel (* 9. listopadu 1928)
  - Martin Martinček, slovenský fotograf (* 13. ledna 1913)
- 04. května – Torsten Hägerstrand, švédský geograf (* 11. října 1916)
- 08. května – Marian Reniak, polský spisovatel (* 26. května 1922)
- 09. května – Alan King, americký komik (* 26. prosince 1927)
- 12. května – John LaPorta, americký jazzový klarinetista (* 13. dubna 1920)
- 13. května – Ernest Zmeták, slovenský malíř (* 12. ledna 1919)
- 15. května – Marius Constant, francouzský skladatel a dirigent (* 7. února 1925)
- 18. května
  - Elvin Jones, americký jazzový bubeník (* 9. září 1927)
  - Vladyslav Terzyul, ukrajinský horolezec (* 18. června 1953)
- 30. května – Ole Wivel, dánský básník (* 29. září 1921)
- 31. května – Robert Quine, americký rockový kytarista (* 30. prosince 1942)
- 02. června – Nikolaj Gjaurov, bulharský operní pěvec, bas (* 13. září 1929)
- 04. června
  - Steve Lacy, americký jazzový saxofonista a hudební skladatel (* 23. července 1934)
  - Nino Manfredi, italský herec a režisér (* 22. března 1921)
- 05. června – Ronald Reagan, 40. americký prezident (* 6. února 1911)
- 06. června – Judy Campbell, anglická herečka (* 31. května 1916)
- 08. června – Peter Debnár, slovenský herec a divadelní režisér (* 8. října 1941)
- 09. června – John Gatchell, americký jazzový trumpetista (* 27. listopadu 1945)
- 10. června
  - Ray Charles, americký zpěvák, klavírista a skladatel (* 23. září 1930)
  - Xenofón Zolotas, premiér Řecka (* 26. března 1904)
- 17. června
  - Sara Lidmanová, švédská spisovatelka (* 30. prosince 1923)
  - Jacek Kuroń, polský disident a politik (* 3. března 1934)
- 20. června
  - Hanns Cibulka, německý spisovatel (* 20. září 1920)
  - Robert R. Blake, americký teoretik managementu (* 21. ledna 1918)
- 22. června – Dmitrij Iljič Garkuša, ruský architekt (* 21. září 1918)
- 26. června – Na'omi Šemer, izraelská zpěvačka, autorka písní (* 13. července 1930)
- 27. června – George Patton, generálmajor armády Spojených států (* 24. prosince 1923)
- 28. června – Alexandr Spirkin, ruský marxistický filosof (* 24. prosince 1918)
- 29. června – Stipe Šuvar, jugoslávský komunistický politik (* 17. února 1936)
- 01. července – Marlon Brando, americký herec (* 3. dubna 1924)
- 03. července – Andrijan Nikolajev, sovětský vojenský letec a kosmonaut (* 5. září 1929)
- 6. července – Thomas Klestil, rakouský prezident (* 4. listopadu 1932)
- 9. července
  - Helmut Rix, německý jazykovědec (* 4. července 1926)
  - Jean Lefebvre, francouzský herec (* 3. října 1919)
- 10. července – Maria de Lourdes Pintasilgová, premiérka Portugalska (* 18. ledna 1930)
- 13. července – Arthur Kane, americký hudebník (* 3. února 1949)
- 15. července
  - František Schmucker, slovenský a československý fotbalista (* 28. ledna 1940)
  - Jan Hanski, lužickosrbský malíř (* 24. listopadu 1925)
- 19. července – Zenkó Suzuki, premiér Japonska (* 11. ledna 1911)
- 20. července – Antonio Gades, španělský tanečník a choreograf
- 21. července – Jerry Goldsmith, americký hudební skladatel a dirigent (* 10. února 1929)
- 22. července
  - Peter Sever, slovenský spisovatel (* 11. července 1924)
  - Illinois Jacquet, americký jazzový saxofonista (* 31. října 1922)
- 23. července
  - Piero Piccioni, italský hudební skladatel (* 6. prosince 1921)
  - Serge Reggiani, francouzský herec a zpěvák (* 2. května 1922)
- 27. července – Bob Tisdall, irský olympijský vítěz v běhu na 400 metrů překážek (* 16. května 1907)
- 28. července
  - Tiziano Terzani, italský reportér, novinář a publicista (* 14. září 1938)
  - Francis Crick, anglický vědec, nositel Nobelovy ceny (* 18. června 1916)
- 01. srpna – Philip Abelson, americký jaderný fyzik (* 27. dubna 1913)
- 02. srpna – Heinrich Mark, předseda exilové vlády Estonska (* 1. října 1911)
- 03. srpna – Henri Cartier-Bresson, francouzský fotograf (* 22. srpna 1908)
- 11. srpna – Mária Kišonová-Hubová, slovenská operní pěvkyně (* 17. března 1915)
- 12. srpna – Godfrey N. Hounsfield, anglický inženýr, nositel Nobelovy ceny (* 28. srpna 1919)
- 14. srpna – Czesław Miłosz, polský spisovatel, nositel Nobelovy ceny (* 30. června 1911)
- 15. srpna – Semiha Berksoy, turecká operní zpěvačka a malířka (* 1910)
- 16. srpna – Carl Mydans, americký fotograf (* 20. května 1907)
- 18. srpna – Elmer Bernstein, americký hudební skladatel (* 4. dubna 1922)
- 21. srpna – Moše Šamir, izraelský spisovatel, publicista a politik (* 15. září 1921)
- 22. srpna – Ota Šik, československý reformní ekonom (* 11. září 1919)
- 25. srpna – Kunata Kottulinsky, viceprezident Rakouské národní banky (* 6. dubna 1914)
- 26. srpna – Laura Branigan, americká zpěvačka (* 3. července 1952)
- 29. srpna – Vladimir Velebit, jugoslávský komunistický politik (* 19. srpna 1907)
- 27. srpna – Ko Jong-hui, severokorejská tanečnice a milenka vůdce Kim Čong-ila (* 16. června 1953)
- 31. srpna – Carl Wayne, britský zpěvák a herec (* 18. srpna 1943)
- 01. září – Ahmad Kaftáru, syrský muftí (* 1915)
- 11. září – Juraj Beneš, slovenský skladatel a klavírista (* 2. března 1940)
- 15. září – Johnny Ramone, kytarista americké punkové skupiny Ramones (* 8. října 1948)
- 18. září – Russ Meyer, americký experimentální a avantgardní filmař (* 21. března 1922)
- 24. září – Françoise Saganová, francouzská spisovatelka a dramatička (* 21. června 1935)
- 30. září – Mildred McDanielová, americká olympijská vítězka ve skoku do výšky (* 4. listopadu 1933)
- 01. října
  - Bruce Palmer, kanadský baskytarista (* 9. září 1946)
  - Richard Avedon, americký fotograf (* 15. května 1923)
- 03. října – Janet Leighová, americká herečka (* 6. července 1927)
- 04. října
  - Gordon Cooper, astronaut NASA (* 6. března 1927)
  - Michael Grant, anglický historik a numismatik (* 21. ledna 1914)
- 05. října
  - Rodney Dangerfield, americký komik (* 22. listopadu 1921)
  - Maurice Wilkins, anglický molekulární biolog, nositel Nobelovy ceny (* 15. prosince 1916)
- 07. října – Július Toček, slovenský veslař, bronz na OH 1964 (* 29. září 1939)
- 08. října – Jacques Derrida, francouzský filozof (* 15. července 1930)
- 09. října – Bryan R. Wilson, anglický profesor sociologie (* 23. června 1926)
- 10. října – Christopher Reeve, americký herec (* 25. září 1952)
- 16. října – Pierre Salinger, americký novinář (* 14. června 1925)
- 19. října – Kenneth Iverson, kanadský informatik (* 17. prosince 1920)
- 24. října – James Aloysius Hickey, arcibiskup Washingtonu, kardinál (* 11. října 1920)
- 25. října – John Peel, anglický diskžokej (* 30. srpna 1939)
- 02. listopadu
  - Gustaaf Joos, belgický kardinál (* 5. července 1923)
  - Zajd bin Sultán Ál Nahján, prezident Spojených arabských emirátů (* 3. listopadu 1918)
  - Theo van Gogh, nizozemský režisér, producent a herec (* 23. července 1957)
- 06. listopadu – Pete Jolly, americký jazzový klavírista a akordeonista (* 5. června 1932)
- 09. listopadu
  - Stieg Larsson, švédský novinář, spisovatel (* 15. srpna 1954)
  - Emlyn Hughes, anglický fotbalista a komentátor (* 28. srpna 1947)
- 11. listopadu – Jásir Arafat, palestinský prezident (* 24. srpen 1929)
- 17. listopadu – Alexandr Ragulin, ruský hokejový obránce (* 5. května 1941)
- 19. listopadu – John Vane, anglický farmakolog a biochemik, nositel Nobelovy ceny (* 29. března 1927)
- 23. listopadu – Rafa'el Ejtan, izraelský generál, ministr zemědělství (* 11. ledna 1929)
- 24. listopadu – Arthur Hailey, spisovatel (* 5. dubna 1920)
- 26. listopadu – Philippe de Broca, francouzský režisér (* 15. března 1933)
- 02. prosince – Kevin Coyne, anglický písničkář, malíř, filmař a spisovatel (* 27. ledna 1944)
- 13. prosince – Božena Slabejová, slovenská herečka (* 5. června 1920)
- 17. prosince – Dick Heckstall-Smith, britský saxofonista (* 16. září 1934)
- 19. prosince – Renata Tebaldiová, italská operní zpěvačka (* 1. února 1922)
- 23. prosince – Pamulaparti Venkata Narasimha Rao, indický politik (* 28. června 1921)
- 25. prosince – Gennadij Strekalov, ruský kosmonaut (* 28. října 1940)
- 28. prosince – Susan Sontagová, americká spisovatelka (* 16. ledna 1933)
- 29. prosince – Jerry Orbach, americký herec (* 20. října 1935)
- 30. prosince – Artie Shaw, jazzový klarinetista a skladatel (* 23. května 1910)
- 31. prosince
  - Gérard Debreu, francouzský ekonom a matematik, nositel Nobelovy ceny (* 4. července 1921)
  - Werner Possardt, německý herec, scenárista a režisér (* 12. dubna 1951)
- neznámé datum
  - Manadel al-Džamadi, vězeň z Al Ghraibu
  - Jona Rozen, izraelský výsadkář (* 1919)

## Hry
- Need For Speed Underground 2 – EA Games

## Nobelova cena
- Nobelova cena za fyziku – David Jonathan Gross, Hugh David Politzer, Frank Wilczek
- Nobelova cena za chemii – Aaron Ciechanover, Avram Herško, Irwin Rose
- Nobelova cena za fyziologii a lékařství – Linda B. Bucková, Richard Axel
- Nobelova cena za literaturu – Elfriede Jelineková
- Nobelova cena za mír – Wangari Maathaiová
- Nobelova pamětní cena za ekonomii – Finn E. Kydland, Edward C. Prescott

## Kultura
- Slavil se Rok české hudby (sto let od úmrtí Antonína Dvořáka)
- Vznikl Mezinárodní den umělců

## Hlavy států
- Česko – prezident Václav Klaus (2003–2013)
- Francie – prezident Jacques Chirac (1995–2007)
- Maďarsko – prezident Ferenc Mádl (2000–2005)
- Německo – prezident Johannes Rau (1999–2004), Horst Köhler (2004–2010)
- Polsko – prezident Aleksander Kwaśniewski (1995–2005)
- Rakousko – prezident Thomas Klestil (1992–2004), Heinz Fischer (2004-2016)
- Rusko – prezident Vladimir Putin (1999–2008)
- Slovensko – prezident Rudolf Schuster (1999–2004), Ivan Gašparovič (2004–2014)
- Spojené království – královna Alžběta II. (1952–2022)
- Spojené státy americké – prezident George W. Bush (2001–2009)
- Ukrajina – prezident Leonid Kučma (1994–2005)
- Vatikán – papež Jan Pavel II. (1978–2005)